# 尹錫悦
- ユン・ソンニョル
- ユン・ソンヨル
- ユン・ソギョル
- ユン・ソクヨル

尹 錫悦（ユン・ソンニョル、韓国語: 윤석열、1960年12月18日 - ）は、韓国の政治家、元検察官。同国第20代大統領（在任：2022年5月10日 - 2025年4月4日）。第43代検察総長（在任：2019年7月25日 - 2021年3月4日）。世界では「ユン・ソギョル」の発音が汎用されているが、日本では一般に「ユン・ソンニョル」と表記される事が多い。
2025年1月に内乱容疑により現職の韓国大統領として拘束・逮捕・起訴された初の人物であり、2024年12月14日の国会での弾劾決議可決により大統領職務が停止され、2025年4月4日に大統領弾劾成立により罷免された（大統領の罷免は朴槿恵以来2度目である）。

## 来歴

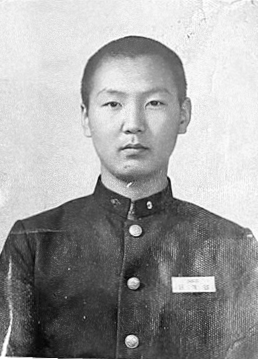
学生時代（1976年）

### 出生と家系
1960年12月18日（旧暦）、ソウル特別市城北区敦岩洞（現：三仙洞）で生まれた。本貫は坡平尹氏。
祖父は尹浩炳（1898～1946）、祖母は仁同張氏（1895～1965）である。第11・12代国会議員の李奉模は大叔父（母方の祖母の弟）。
父親は延世大学応用統計学科の設立メンバーである経済学者の尹起重、母親は江陵崔氏・崔鍾九の娘で、梨花女子大学で化学を教えていたが、結婚後に退職した崔成子である。

### 学生時代
4歳の時、ソウル特別市城北区普門洞に引っ越し、1967年にキリスト教系の私立ミッションスクールである大光国民学校に入学した。当時はボーイスカウトとして活動していた。校友には、尹錫悦政府の初代国家安保室長を務めた金聖翰や、李鍾贊元国家情報院長の息子であり、延世大学校法学専門大学院教授のイ・チョルウがいる。
1973年、新しく開校した東大門区中和洞（現：中浪区）の中浪中学校に入学した。中浪中学校で1年生を終え、父親の職場が位置する西大門区延禧洞に引っ越し、西大門区鷹岩洞（現：恩平区）の沖岩中学校に転校して卒業した。
1976年、母校である沖岩中学校と同じ財団に属する沖岩高等学校に入学した。沖岩高等学校の校友には、鄭在浩駐中大使や、SKの崔泰源会長もおり、彼も沖岩高で1年生を終えている。
1979年、沖岩高等学校を卒業後、元々はソウル大学校心理学科に進学し、社会現象を研究する心理学者になろうと考えていたが、「正義を実現するには法曹人になるのが最も簡単で安全だ」という父親のアドバイスを受けて、ソウル大学校法学部に進学した。
1980年5月8日、光州事件が起こる直前に、校内で行われた粛軍クーデター関連の模擬裁判に裁判長役として参加し、クーデターの首魁とされる国務総理の申鉉碻に死刑、元国軍保安司令官全斗煥に無期懲役を宣告した。当時、東亜日報の先輩たちから12.12軍事反乱の情報を聞いていたものの、報道統制のため正確な情報を得るのが難しい時代であり、後に誤った情報によってクーデターの首謀者として誤解されたことを申鉉碻に謝罪する意向を示した。その後、この模擬裁判の話が校内外に広まり、国軍保安司令部で働いている遠い親戚が自宅に電話をかけて避難するように言い、3ヶ月間江原道江陵にある母方の親戚の家に避難した後に帰宅した。
大学在学中の1980年と1981年に兵役検査の延期後、1982年8月の兵役判定検査で、兵籍記録簿上では左目0.7、右目0.1の視力差0.6の不動視で、第2国民役の処分を受けた。しかし、大統領候補になった際、兵役を終えていない事実が問題視され、兵役回避疑惑が提起されることになった。
酒と人との出会いを好み、他の試験生たちと比べて学習時間が短いため、当時は勉強が不足していたと言われている。1次試験に合格しても2次試験で不合格を繰り返したという。不合格を重ねたのは模擬裁判のことが政権に近い筋の不興を買っていたためとする説もある。時間の無駄を減らすために大学院に進学し、法学修士号を取得した。この時期、弘益大学校近くの「西橋（ソギョ）考試院」で、ソウル大学校法学部の学生たちと一緒に勉強したこともあった。その時、同じ考試院に通っていた羅卿瑗の証言によると、尹錫悦は考試院のリーダー的役割を果たしていたという。
9度目の挑戦で、1991年の第33回司法試験に合格した。当時の合格者の記事の一番上の行に「尹錫悅」の名前が確認できる。尹錫悦が軍免除であったこと、また当時は大卒者の社会進出が非常に容易で早かったことを考慮すると、現代の基準では30代中盤に社会に足を踏み入れたことになる。司法研修院23期で、同期には朱光德、朴範界、趙允旋、李政烈などがいる。

### 平検事
1994年、司法研修院を修了後、大邱地方検察庁で検事としてのキャリアを始めた。その後、1996年に春川地方検察庁江陵支庁、1997〜1998年に水原地方検察庁城南支庁で働いた後、1999年に金大中政権下でソウル中央地方検察庁に異動した。
1999年、金大中政権の下で、警察の実力者とされていた治安監の朴喜元を召喚し、贈収賄の容疑で捜査を行い、召喚後わずか1日で自白を引き出した。その証拠収集と尋問の徹底ぶりにより、朴喜元は令状実質審査などすべてを放棄したと言われている。そして、1審で2年6ヶ月の刑が言い渡された。
2002年に辞表を提出し、法務法人（有）太平洋の弁護士として1年間勤務したが、自分には合わないと感じ、最終的に経験者採用という形で検察に復職した。
復職した初年度の2003年には、参加政府（盧武鉉政権）の側近である安熙正と姜錦遠を拘束して捜査した。
2006年には、大検察庁中央捜査部検察研究官として、現代自動車の不正資金事件を担当した。当時、検察総長の鄭相明に面談を申し込み、捜査結果として鄭夢九を逮捕すべきだとし、同時に辞表を提出した。これを受けて、鄭相明は慎重に検討した末、鄭夢九の逮捕を決定した。

### 李明博政権
2008年、派遣検事としてBBK特別捜査本部に参加した。結果として、李明博を無罪とし、事件は終了した。
尹錫悦は報道機関に対し、BBK投資顧問に50億ウォンを投資した李明博と金景俊に対して民事・刑事手続きを行ったシムテックに関して、「シムテックが50億ウォンを投資した主な理由は、シティ銀行支配人を通じて紹介された金景俊からプレゼンテーションを受けたことであり、この候補者に『どう思うか』と尋ねたところ、この候補者が『大丈夫だ』と言ったからだ」と説明し、「李明博はシムテックのBBK投資顧問50億ウォン投資に大きな役割を果たさなかった」とする趣旨の発言をしたことがある。
しかし、崔載千が尹錫悦のメディアへの説明から2ヶ月前である2007年12月13日に公開した「チョン・ヨンホ セール信用情報会長が金伯駿に送った手紙」によると、チョン・ヨンホは金伯駿に対して「李明博を信じてBBK投資顧問に50億ウォンを投資した」という趣旨の抗議をしたとされている。
BBK特別捜査終了後、彼は大田地方検察庁論山支庁長に任命された。初任の部長の中で上位に位置するのは地方の小規模な非附置支庁長であり、その中でもソウルに近い部長ほど要職となる。論山支庁長も要職であり、歴代の支庁長はその後、法務省や中央検察庁の要職に転任されることが多かった。
2009年には大邱地方検察庁特別捜査部長に就任した。その後、大検察庁に戻り、総長側近の要職である犯罪情報2担当官を務め、2010年には大検察庁中央捜査部で中捜2課長、2011年には大検察庁中捜1課長を歴任するなど、特捜の要職を幅広く経験した。
大検察庁中捜1課長時代の2012年6月、オーマイニュースが「尹錫悦が『義母に関連する事件に圧力をかけた』という疑惑で内部調査を受けている」と報じた。オーマイニュースは2017年6月にもこの疑惑を再報道した。時事ジャーナルの報道の後、調査は無罪で終了し、2012年7月にはソウル中央地方検察庁特別捜査第1部部長検事に就任した。
2012年3月11日、金建希と大検察庁で結婚式を挙げた。
この時期に担当したノ・ジョンヨンの外国為替取引法違反事件では、盧武鉉元大統領の娘であるノ・ジョンヨンの有罪判決を導き出した。公判検事ではなく、起訴検事であった。

### 朴槿恵政権
2013年4月18日、水原地方検察庁驪州支庁長に就任し、同時に国家情報院の世論操作事件の特別捜査チーム長に任命された。捜査過程で国家情報院を家宅捜索するなど、朴槿恵政権の正統性を揺るがすほど積極的な捜査を行った。この過程で上司であった蔡東旭が朝鮮日報のスキャンダル記事をきっかけに事実上解任され、尹錫悦自身も国家情報院職員への家宅捜索・逮捕状請求を上司に報告しなかった理由で捜査チームから外された。
これに対して尹錫悦は、黄教安が不当な捜査指揮権を行使していると主張した。その後、元世勲に公職選挙法違反と国家情報院法違反の容疑を適用し、懲役4年・資格停止4年を求刑したが、公職選挙法違反は最終的に適用されず、元世勳は1審で懲役2年6月・執行猶予4年・資格停止3年の判決を受けた。
この1審判決から1ヶ月後の2013年10月21日、尹錫悦は前述の国家情報院世論操作事件に関する国政監査の証人として出席し、「捜査過程で外部からの圧力が強かった」と主張し、上司から「野党を助けることはないか？」という叱責を受け、「このままでは曺永昆検事長の下で捜査を続けられない」と訴えた。これに対し、セヌリ党側の委員である鄭甲潤が「組織を愛しているのか、人に忠誠を誓っているのか？」と尋ねると、「私は人には忠誠を誓わないので、今日このようなことを申し上げた」と答えた。

#### 停職1ヶ月の懲戒
2013年12月、停職1か月の懲戒処分を下された。
停職1ヶ月に関して法務部は国情院の捜査中、謗言を行ったことと、義母の崔殷淳に関連すること、の2つの理由を提示した。
まず、官報に記載された2013年の尹錫悦に対する懲戒理由は次の通りである。報告・決裁なしで国情院職員に対する家宅捜索令状の請求執行。中央検事長から職務停止命令を受けたにもかかわらず、10月18日に報告・決裁なしで元世勳に対する公職選挙法違反などの被告事件に関して起訴状変更申請を行ったことなどである。
次に、法務部は義母の崔殷淳に関連した件で懲戒を受けたという趣旨の民願（陳情）返信書をチョン・ジェテクに送った。尹錫悦の義母崔殷淳と長い間法廷で争ったチョン・ジェテクは2013年12月18日に法務部に尹錫悦を懲戒するようにと申し立てを行った。チョン・ジェテクが尹錫悦の懲戒を要求した理由は瀆職、偽証、名誉毀損など3つで、いずれも義母に関連した理由である。
チョン・ジェテクが受け取った返信書には、「貴方が2013年12月18日に法務部民願室を通じて提出した民願の趣旨は、尹錫悦検察官に対して厳重な懲戒が必要であるという趣旨であると見受けられます」と記載されており、「検察官懲戒委員会では、2013年12月18日付で尹錫悦検察官に対して正職1ヶ月の懲戒処分を決定したことをお知らせいたします」とも記載されていた。法務部の返信書の内容によると、尹錫悦は崔殷淳に関連する事由で懲戒を受けたことになる。
これに関連して、黄教安が次のような発言を行っている。2017年2月の国会での対政府質問で、黄教安は「国情院のコメント捜査に関連して尹錫悦検察官が左遷されたのではないか」という質問に対し、「それ以外に（尹錫悦には）不適切なことがあった」と発言した。黄教安は尹錫悦の懲戒時に法務部長官を務めていた。

#### 左遷
2014年1月、彼は大邱高等検察庁の検事に任命された。公務員の人事異動は全国単位で行われるため、地方に任命されることはあるが、積極捜査が政権に睨まれたことによる左遷人事だとされている。そして、2016年1月にも大田高等検察庁の検事に任命され、地方を転々とした。
大検中枢1、2課長やソウル中央地検特捜1部長という重要な職を歴任しており、次は2、3回の階級を経て検事長級に昇進するキャリアである。しかし、明らかに退職コースである高検検事というポストは、昇進の可能性がない上層部に目をつけられた検事ということを意味する。韓国でも最も強力な序列、学年組織である検察の現実を考えれば、事実上、辞任を促す人事であると言える。実際に、彼と同様に国家情報院の調査を行った朴炯哲の場合、末端の職を転々とした末に辞任し、弁護士事務所を開業したが、尹錫悦は「まだ検察でやるべきことが残っている」と言って忍耐の時を過ごした。これを検察の用語では「高校を2度行く」と表現することがある。
そして、尹錫悦が事実上左遷された後の2015年2月、控訴審（主審は部長判事の金相煥）で、尹錫悦が提出した証拠が認められ、原審が破棄され、2審で公職選挙法違反が適用され、元世勲に懲役4年が宣告され、初めて朴槿恵政府の正統性に傷がつく事態が発生した。このため、尹錫悦の検事としてのキャリアはほぼ終わりかけていた。

#### 崔順実ゲート事件
2016年12月1日、朴槿恵-崔順実ゲートに関連する特別捜査を担当する特別検察官の朴英洙から、特捜チームの捜査チーム長に指名された。本人は、自分がこの政権に最初に傷をつけたため、再び傷をつけるのは良くないと辞退しようとしたが、朴英洙特検が直接出向き、参加を促して合流した。前述のように、特検補レベルのキャリアを持っていたが、今回の特検法で「1年以内に公務員を務めた者は特検補を務めることができない」と規定されていたため、派遣検事として特捜チームに参加した。
尹錫悦の特捜チーム参加は、朴智元や黄教安などとの親交関係などが原因で、朴英洙特検が率いる特捜チームがこれまで注目されただけで、特別な成果を上げられなかった数多くの歴代特捜チームと変わらないだろうという悲観的な世論を180度変える信号弾となり、インターネットや進歩（左派）陣営では尹錫悦が参加したために、今回は違うだろうという期待を抱かせることとなった。
朴英洙特検は捜査チームを全部で4つに分け、その中で4チームのチーム長を務めた。4チームの捜査分野は賄賂罪に関連する大企業の捜査であった。彼の手に朴英洙特検の成否および朴槿恵-崔順実ゲートの結果がかかっていた。サムスン物産と第一毛織の合併問題について、国民年金公団の賛成決定に至った過程の捜査成果により特検の結果が左右されることが予想されていた。すでに前保健福祉部長官の文亨杓が逮捕されていた。
サムスングループはこれに対抗して、弁護士の文康培（司法研修院16期）を任命した。尹錫悦と文康培は大学の同級生であり、私的に非常に親しい関係にあると知られていたため、私的な縁を盾にして、捜査を最大限に避けようとする意図があると考えられた。

#### 李在鎔の拘束
2017年1月16日、サムスン電子の副会長李在鎔に対して逮捕状を請求した。李在鎔には賄賂提供などの容疑が適用された。1ヶ月間の補強捜査を行い、2月15日に再請求を行い、最終的に李在鎔を逮捕することに成功した。崔順実特検の捜査期間が終了した後も、派遣検事としてそのまま残り、裁判まで責任を持った。第一審では、ミル・Kスポーツ財団ではなくても、依然として英才センターや鄭ユラの馬術支援が賄賂罪であることが裁判所で認められることに成功した。

### ソウル中央地検長
2017年5月19日に文在寅政権から賄賂晩餐事件の中心人物である李永烈の後任としてソウル中央地検長に尹錫悦を任命された。青瓦台（大統領府）は、尹錫悦をソウル中央地検長に任命した理由として、ユンが検察の最大の課題である崔順実ゲートの追加調査及び起訴維持を円滑に行える人物だと評価した。
ここで、2005年から前任の李永烈までのソウル中央地検長は高検長級だったが、任命権者の目を気にするため、文在寅政権から地検長級に戻された。ソウル中央地検長の位置は、高等検事長でも二番目の職位であり、実質的に次期検察総長の有力候補として、検察総長の座を狙って任命権者の意向に合った捜査を行う可能性が高かった。実際、政権から最も信頼される人物を送り込む場所でもあり、この点が今回の政権では改正・復元された。
過去、2005年以前の地検長級時代でも、ソウル中央地検長は初任の検事長が任命される場所ではなかった。現在では、大検中央捜査部が解体され、権力型の不正やその他の重要事件はそのままソウル中央地検の特捜部が担当するため、以前よりもさらに重要なポストとなっている。そのため、検事長への昇進と同時にソウル中央地検に入ることは異例の人事だと言える。たとえその階級が下げられたとしても、検察内の権力順位で言えば、必ず上位5位以内に入る。実際、全国の地方検察庁の中でソウル中央地検よりも大規模な検察庁は存在しない。
また、尹錫悦を登用するためにソウル中央地検長の階級を下げたと見る視点もある。尹錫悦は司法浪人の為に年齢に比べて同期は非常に低い。そのため、尹錫悦が一気に高検長級に昇進する形が不自然に見える。もちろん、政治・経済的に敏感な事件を最も多く扱うソウル中央地検長が高検長級であり、検察総長候補に含まれるため、事件処理において地検長が政権の目を気にするのは不適切だという考慮もあったとされている。
突然発表された尹錫悦の帰還に、検察内部はパニックに陥ったと言われている。ソウル中央地検長の同期を前職よりも5期も下げることで、検察の保守的な同期文化にひびが入ったためである。
これにより、高検長級のソウル中央地検長に尹錫悦（23期）が就任したが、検事長級のソウル中央地検1次長検事である盧承權は21期であった。さらに、盧承權は朴槿恵政権の民政首席秘書官であった禹柄宇派閥にも属していた。そのため、盧承權が尹錫悦を上司として扱うかどうかが大きな関心事となった。
そして、5月22日、尹錫悦がソウル中央地検に出勤すると、メディアの噂とは裏腹に辞めた検事は一人もおらず、皆が整列して彼を迎えた。さらに、韓国日報は2年先輩である盧承權が90度のお辞儀をして尹錫悦を迎える写真を1面のタイトルに掲載した。検察組織の立て直しを行った後、後輩の地検長に敬意を表し、尹錫悦は地検長就任式を省略して、国政壟断事件の起訴維持から点検を行った。なお、前任の地検長である李永烈は不名誉に辞任したため、送別式なしでその職を去った。（盧承權は前述の対応が好印象だったのか、禹柄宇派閥であったにもかかわらず唯一昇進し、大邱地検長に転任した。）
さらに、ソウル中央地検長そのものが重要なポストである。検察内で韓国の特捜、公安事件などの大規模な事件を最も多く捜査するのがソウル中央地検であり、これを考慮してか高検長級に格上げされたこともあり、検察総長の候補にも挙げられていた。そして、大検中央捜査部が廃止された後、その地位はさらに強化され、検察組織内では法務省検察局長と並んでビッグ2と呼ばれるようになった。（かつては法務省検察局長、大検公安部長、大検中央捜査部長、ソウル中央地検長がビッグ4として呼ばれる核心ポストだった。）そのため、後に検察総長に昇進する可能性が高い職位でもあった。
保守政権と敵対して有名になった検事という事実が、文在寅政権が尹錫悦を重用した理由と見られている。朴英洙特別検察官は任命直後、「禹柄宇と黄教安と親しい」と述べ、世論が悪化することもあったが、それを払拭したのが尹錫悦を派遣検事として呼んだことだった。これほど尹錫悦が世論に与える影響力は、すでに単なる政治家を超えていた。結局は大統領の人事権の問題であり、検察が自ら異例の人事を行った場合、それを口実に総長就任も破格の形で進めるのは容易なことだった。ただし、ソウル中央地検長を検事長級に戻したことに加え、法務省検察局長に同期より上位の朴均澤を任命するなど、以前のような地位はないと見られる。
一方、5月23日放送のJTBCニュースルームソーシャルライブで、社会部記者たちの話によれば、実際に検察内部ではメディアで取り上げられるほど大きな動揺はなかったという。尹錫悦は元々年齢が6～8期上の人たちと同年代であり、能力面でも非常に優れているため、同期や職務に関係なく「検察内の大人」として認められる雰囲気があったからだ。彼は高試（司法試験）の長期組で、30代で合格したため、検察組織も他の場所と同様で、若い時は同期を厳密に守るが、年齢を重ねると私的には適度に先輩後輩として過ごすことも多いという。金秀南とも大学の同級生である。つまり、同期文化を崩すというのも事実ではあったが、検察官たちの体感としてさほど大きなものではなかったとされる。検察が動揺したのは尹錫悦の任命自体ではなく、検察改革が始まったという象徴的なサインにショックを受けたからだと考えられる。
禹柄宇は司法研修院時代、ソウル大学法学部の年配の遅れて入学した学生たちが飲み会の席で自分に話しかけると「お前、俺を知りもしないのにため口を使うのか？」と言ったエピソードが伝説として残るほど高慢だった。さらには、検察の後輩として入ってくるソウル大学法学部の先輩たちに対してもため口を使ったが、これは極めて例外的なケースであり、通常は学校の先輩は先輩として扱われる。つまり、検察総長以下すべての検事が尹錫悦より年齢でも後輩、学番でも後輩である。そのため、昔からベテランの検事たちは、遥かに年上の大学の先輩である尹錫悦に対し敬意を払った。
法務部は2017年6月8日、検察高位職幹部の人事を12日付で断行したが、禹柄宇派閥を事実上すべて整理することで、今後の捜査業務の進行における障害を取り除いたとの評価がある。特に朴映宣が指摘した禹柄宇派閥の12人はほとんど排除された。
尹錫悦は任命後、ミスターピザのパワハラ問題に関する捜査を開始し、ミスターピザ会長の鄭又鉉を逮捕した。また、未完の捜査で終わった国家情報院コメント事件の捜査を再開した。
9月8日、国家情報院の世論操作およびKAI（韓国航空宇宙産業）の防衛産業に関する不正捜査で、ソウル地方法院が相次いで令状を棄却したことについて、ソウル中央地検が異例的に声明を発表し、強烈に批判した。声明では、「『法と原則』以外にも別の力が作用しているのではないか」という国民の疑念が司法体系への不信につながるのではないかと懸念を示し、厳しく批判した。この高い水準での検察の声明に対し、ソウル中央地裁も公式の立場を表明し、「極めて遺憾だ」と不快感を示した。
その後、尹錫悦はこの声明文の発表に関して「中央地検が声明を出したと話しているが、口頭で話すと不必要な誤解を招き、それが拡大再生産される可能性があるため、文章にしただけだ」と述べ、拡大解釈を警戒した。

#### 李明博の拘束
一方、記者懇談会で、いわゆる「民間人コメント部隊」や「MBブラックリスト」（政府に批判的な文化・芸能界関係者の排除リスト）に関する疑惑など、国家情報院に対する捜査が長期間にわたり広範囲に進められる可能性を示唆した。さらに、保守政党が主導する「政治報復フレーム」に対して、朴相基法務部長官は否定的な立場をとった。聯合ニュースのインタビューによると、過去とは異なり、捜査を妨害する上層部がいないため、捜査の最終目標に達する可能性があるとした。また、国家情報院の特殊活動費が青瓦台（大統領府）に上納されていたという前代未聞の事件が発覚したため、捜査案件が増加していた。
その後、2017年の国政監査では、白南基死亡事件の捜査が遅れたことについて公式に謝罪し、話題を呼んだ。また、共に民主党の議員、李春錫が「それで、ダス（DAS）は誰のものですか？」と尋ねた際、わずかに笑みを堪える姿を見せた。これについては、「法的に検討すべき事項であり、軽率に誰のものとは言えない」という原則的な立場を明らかにした。
10月末、国情院コメント事件の捜査中に、国情院に派遣されていた検事たちが捜査を妨害するために偽の書類や執務室を作り、捜査対応のガイドラインを準備していたという証言が明るみに出ると、尹錫悦は激怒した。そして、元釜山地検長のチャン・ホジュンを含む元・現職の検事たちを左遷し、彼らの事務所を家宅捜索したうえで拘束令状を請求した。朴槿恵政権初期に国情院コメント事件の捜査を担当したのが尹錫悦自身であったため、その怒りは一層激しかったとみられる。一般的に検事が国情院に派遣される理由は、国情院の違法行為を抑制するためであるとされるが、検事たちの行動はそれに反していた。この証言は、すでに拘束されていた国情院関係者が、同僚であるチュ・ミョンホの拘束が棄却されたことに怒りを覚え、自ら暴露したものだという。最終的に、このとき捜査を妨害した元・現職の検事たちは全員拘束される結果となった。
この一方で、副次官検事の邊昶勳が拘束令状実質審査の直前に投身自殺する事件が発生した。これに対し、一部の野党議員は「尹錫悦が過剰捜査を行っている」と批判した。しかし、邊昶勳の文書に名前が記された弁護士チェ・ソンシクが残した文章によれば、これは数人の検事による個人的な不正ではなく、同僚検事の捜査を妨害するため、証拠や録音を計画的に改ざんした非常に悪質な犯罪であるとされており、世論はこれまで以上に冷ややかな目で検察内部を見ていた。さらに、弁護士の李在華は、鄭奉柱の「全国区」という番組で、「ヤクザでもこんなことはしない」と辛辣に非難した。混乱の中、尹錫悦は捜査を続け、最終的に金寛鎮まで拘束した。
2018年、国情院上納事件とサイバー司令部コメント捜査を進める中で、李明博政権の最側近である金振模と金伯駿を拘束し、ついに李明博の目前まで捜査の手を伸ばした。その後も、DAS（ダス）の元・現職役員の自宅、李相得の住宅、ヨンポビル地下倉庫などを家宅捜索した。
その後、1月26日に李明博の身分を被疑者に切り替え、3月14日には李明博を召喚し、検事として被疑者である李明博を迎えることとなった。二人が実際に直接対面する可能性は低いと見られたが、尹錫悦はリアルタイム映像中継を通じて召喚調査を直接指揮する予定であった。召喚調査の後、尹錫悦は李明博に対する拘束令状請求を文武一検事総長に提案し、文武一がこれを承認した。
3月22日、書類審査のみで行われた拘束審査で、最終的に司法部による拘束令状の発付を引き出すことに成功した。
6月19日、法務部は高位幹部に対する新任および転任人事を行ったが、唯一尹錫悦は留任となった。

### 検察総長
2019年6月17日に文在寅に検察改革を期待されたことにより検察総長候補者に指名された。文は指名時に「大統領府でも政権与党でも権力に不正があれば厳正に捜査せよ」と訓示を行った。
しかし、曺国（元法相）の起訴を起因に文政権と対立するようになり、秋美愛（後任法相）は検察幹部を総入れ替えし、捜査を指揮してきた幹部は済州島などの地検に異動させ、代わりに文に近い人物らを配置した。この事態を韓国紙は「大虐殺人事」と報道した。秋は4ヶ月間で3回捜査指揮権を発動し、尹を事件の捜査より遠ざけた。2020年11月25日に秋は尹による複数の不正の疑いを確認したと発表し、憲政史上初となる尹の職務執行停止を命令したと発表した。これに対し尹は疑惑は事実と異なり、検証過程での説明機会が与えられなかったとし、職務停止命令の執行停止をソウル行政裁判所に申し立て、取り消しを求める訴訟を起こし、12月1日にソウル行政裁判所は30日までの職務停止効力を一時停止する決定を下した。16日に法務部懲戒委員会は尹を2ヶ月停職処分としたが、尹は処分を不当と主張し、停職処分停止をソウル行政裁判所に再度申し立てた。裁判所は24日に尹側の主張を認め、尹は職務に復帰したが、2021年3月4日に辞任を表明した。

### 大統領選挙出馬
2021年6月に2022年の大統領選挙が近づいていた中、尹は出馬表明していなかったが、支持率調査で野党系候補のトップに立つなど注目を浴びる存在になった。9日に初公開活動として李会榮（抗日独立運動家）の記念館開会式に出席した。4日に高位公職者犯罪捜査処が尹を職権乱用権利行使妨害などの疑いで正式立件し、捜査中であることがわかった。29日に次期大統領選挙出馬を尹奉吉記念館にて公式宣言し、日韓関係改善への意欲を示した。7月30日には国民の力（最大保守派野党）に入党し、60歳で政治家人生を開始した。陣営に各分野の専門家を集めて勉強を重ね、大統領選のテレビ討論も乗り切った。11月5日に「国民の力」大統領選挙公認候補に選出された。
2022年1月にSNSにて20・30代男性有権者へのアピールと見られる『女性家族部廃止』という文言を投稿し、女性団体が反発した。
大統領府の移転を公約として掲げ、大統領当選後に韓国大統領府の名称を「大統領室」に改名し、光化門付近の政府ソウル庁舎・外交部庁舎か、龍山区の国防部庁舎内に移転し、首席秘書官や民情首席室を廃止し「官民合同委員会」を中心とした組織に再編するなどの方針を示したが、政府ソウル庁舎・外交部庁舎への移転は警護面や交通規制などを理由に中止となり、3月20日に国防部庁舎への移転が正式決定となった。移転後は青瓦台の建物と敷地は公園として国民に開放することとなった。
2022年3月3日には安哲秀（国民の党候補）の協力を受け、野党統一候補となった。9日の大統領選挙にて尹は48.56%票を獲得し、李在明（共に民主党候補、47.83%票獲得）を0.73%の僅差で破り、第20代大韓民国大統領に当選した。尹は当選後に立候補を取り下げた安を大統領職引継ぎ委員会委員長、張済元（国会議員）を次期大統領秘書室長に任命した。4月3日には次期国務総理に韓悳洙（元総理）を指名した。
4月12日、朴槿恵のもとを訪問し、過去の捜査を謝罪して朴槿恵の名誉回復を約束した。
4月13日に政権引受委員会は年齢の数え方について、3種類の計算方法（数え年・年年齢・満年齢）を混用している状況を統一する意向を明らかにし、法・社会的に満年齢を基準とする法改正を2023年までに進める方針も示した。

### 大統領在任時代

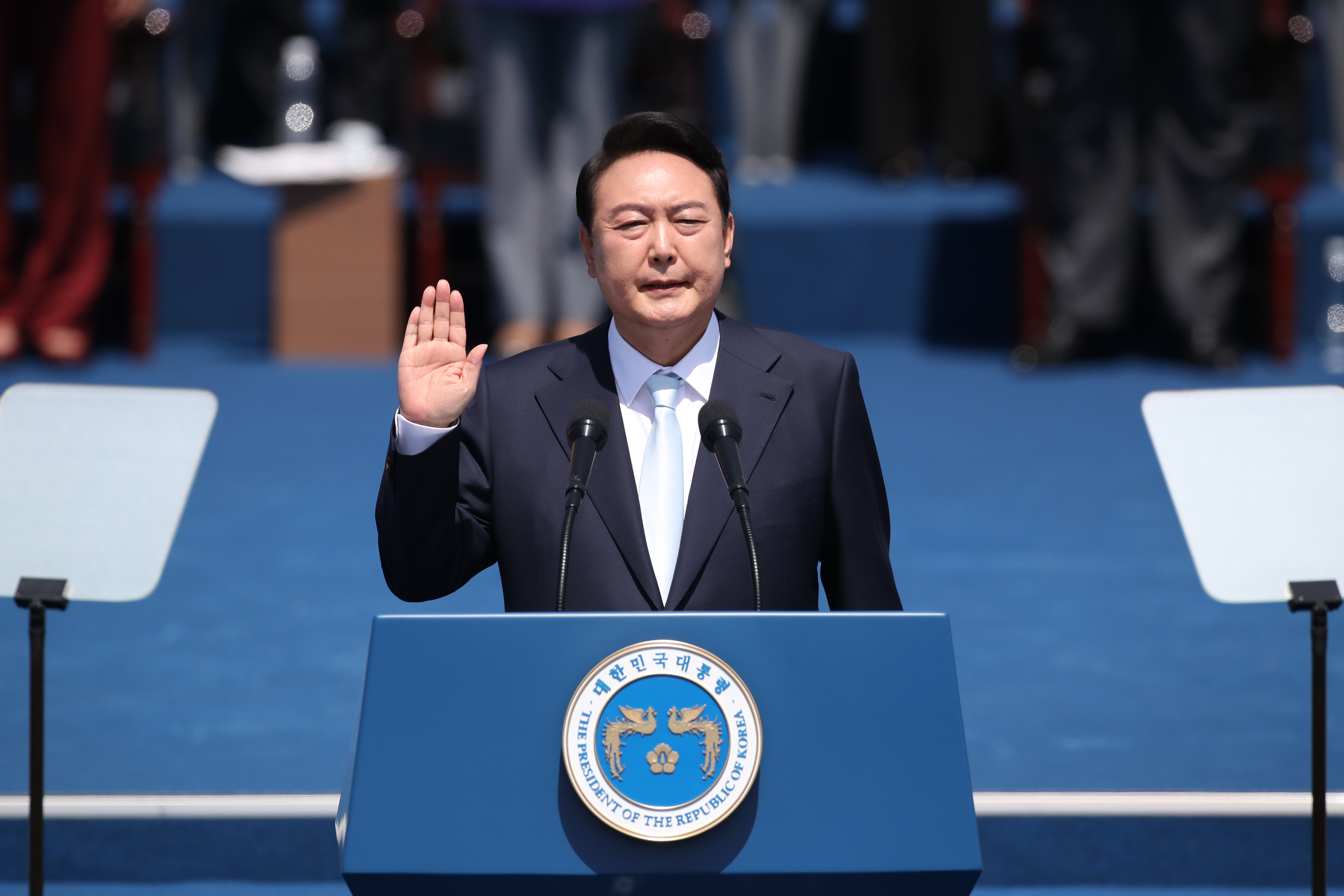
就任式にて就任演説をする尹

2022年5月10日に第20代大韓民国大統領に就任し、就任式は汝矣島の国会議事堂前で行われ、文在寅と朴槿恵も出席し、終了後に龍山区の大統領執務室に向けて出発した。

#### 光復節等における特別赦免（2022 -）
2022年8月12日に尹政権は光復節の特別赦免として有罪者1693人に恩赦を与えて釈放し、復権も許可すると発表。交通違反者等を含めると対象者は約60万人となった。対象者は韓国ロッテグループ会長である重光昭夫（辛東彬）やサムスングループ実質トップである李在鎔等。
12月27日の閣議では、在任中の収賄や横領の罪で懲役17年の実刑判決が確定した元大統領である李明博の恩赦を決定し、残り約15年の刑期は免除され、選挙権と被選挙権も復権となった（韓国では在任中の罪に問われた大統領経験者が政権交代を機に恩赦となる事例が多く、1997年に元大統領である全斗煥と盧泰愚を赦免し、2021年に朴槿恵を赦免）。また28日付で李明博を含む政治家や公職者等 1373人の恩赦を発表。
2023年8月14日には光復節の特別赦免として有罪者2176人に恩赦を与え、釈放し、復権も許可すると発表（15日午前0時発効）。また模範囚821人に対する仮釈放、運転免許や漁業免許等が取り消し・停止となっていた違反者等 約81万人に対しても行政処分を減免した。対象者には政治家や財閥オーナー等が大勢含まれており、李明博政権 企画財政部元長官・政府系韓国産業銀行元会長である姜万洙、元ソウル市江西区長である金泰佑、富栄グループ創業者であるイ・ジュングン、錦湖石油化学グループ名誉会長であるパク・チャング、泰光グループ元会長であるイ・ホジン等、横領・背任等の不正で有罪判決を受けた人物達が含まれていた。またセウォル号沈没事故遺族を不法に調査・監視した元機務司令官であるソ・ガンウォン等の元国軍機務司令部幹部6名も恩赦の対象になった。一方でサムスングループ未来戦略室元室長である崔志成と元次長である張忠基は対象から除外となった。
韓国では光復節等に有罪者に対して特別赦免として行われる恩赦が異常に多い傾向があり、長く続く韓国の恩赦に対し、世間や市民団体からは「重大な経済罪を犯しても結局は政権が赦免するという誤った考えがますます広がる」と、三権分立原則の相違や政経癒着に対する強い非難の声が挙がっている。

#### 文在寅政権による脱北者強制送還事件の捜査
2022年7月6日、尹は韓国文在寅政権による脱北者強制送還事件を「反人道的な犯罪行為」とし、調査に乗り出した。

#### 反北朝鮮・反共主義への転換
文政権の親北朝鮮・反日主義から反北朝鮮・反共主義路線へ転換し、文政権下で悪化した日韓関係の改善に踏み出した。4年半ぶりに米韓が原子力空母を投入した共同訓練を行い、国連の北朝鮮人権決議案の提起国に加わることを表明した。朝鮮戦争休戦協定締結から69年を迎えた7月27日に北朝鮮平壌で戦勝記念日式典が開催され、金正恩が核戦力を誇示した上で「ふざけるな。南朝鮮（韓国）の尹錫悦政権と軍隊は全滅する」と尹を名指しで非難した。

#### アメリカ・中国との外交関係
2022年8月にナンシー・ペロシ（アメリカ下院議長）が台湾を訪問し、その足で韓国を訪問した際に尹は休暇中であることを理由にペロシと面談をしなかったこと、ペロシが韓国を離れると間もなく中韓外相会談の実施が発表されたことなどから「アメリカよりも中国を意識した外交姿勢は文在寅政権と変わらないのではないか」と報道された。
2023年6月8日、駐韓中国大使の邢海明は野党・共に民主党の代表、李在明との会談で尹政権の日米との連携を深める外交を非難したため、尹は同月13日の閣議で大使を批判した。

#### 2022年9月の首脳会談
2022年9月に国際連合総会に出席するため、訪米。韓国側は事前に訪米期間中に日韓首脳会談が行われる旨を発表したが、日本側は不快感を表明。韓国側は内閣総理大臣岸田文雄が出席する会議場のビルを突然訪問し、面談時間を設けたが、日本側は会議の内容や会場が準備されていないとして「懇談」として扱ったが、韓国側は一貫して「会談」として扱った。時間は30分間で、懸案事項が解決することはなかった。
米韓首脳会談はバイデン主催による感染症対策基金会合会場を突然訪問する形で、2分間の立ち話が実現した。尹は韓国製電気自動車がアメリカ国内にて差別的待遇を受けているとして不満を表明したが、バイデンは「韓国の憂慮はよくわかっている」と応じたのみであった。会場ではバイデンによる基金への出資表明と記念撮影が行われたが、その際に尹が側近に向けて「こいつら（議員）が議会で可決しなかったら、バイデンのクソメンツは丸つぶれだな」と話し掛けている映像が拡散され、アメリカを侮辱する発言ではないかとして物議を醸した。その後、外交部はこの件について、先に字幕を込めて報道したMBCを虚偽報道をしたとして起訴した。2024年1月12日、ソウル西部地方法院は大統領の発言が音声鑑定を通じても内容を確認できないほど不明瞭だとして、原告の勝訴を言い渡し、MBCに訂正報道を命令したが、MBC側は「公権力の行使者である国家や地方自治体が名誉毀損や侮辱罪の被害者にはなれない」という大法院の判断に相反するなどとして控訴すると表明した。

#### 非常戒厳の宣布と弾劾
2024年12月3日午後10時23分頃、緊急談話を発表し、「従北勢力を撲滅し、自由憲政秩序を守るため非常戒厳を宣布する」と述べた。「戒厳司令官」に参謀総長（大将）の朴安洙（パク・アンス）が任命され、戒厳司令部は同日、「国会と地方議会、全ての政党活動と政治的結社、集会、デモを禁じる」との布告を出した。
国会は4日午前1時1分、「非常戒厳」の解除要求決議案を可決した。これを受け同日午前4時27分、尹は前日夜に宣言した「非常戒厳」を解除すると表明した。野党「共に民主党」は、尹が即刻、自発的に辞任すべきだと主張し、辞任しない場合、大統領に対する弾劾手続きを開始すると表明した。また、辞任しない場合は内乱罪で告発するともした。4日、「共に民主党」など野党6党は尹による3日夜の「非常戒厳」宣布が憲法違反に当たるとして、弾劾訴追案を国会に提出した。
5日、国会は尹に対する弾劾動議を正式に提示した。
弾劾成立には国会議員の2/3の賛成が必要だが、当初は戒厳令解除決議には与党「国民の力」からも18人が賛成していたため、弾劾成立は確実とみられていた。しかし結局、与党「国民の力」は弾劾訴追案に党として反対する方針を決めた。が、同党代表の韓東勲（ハン・ドンフン）は尹に対して「離党を要求する」とも記者団に語った。与党関係者に近い筋からは、弾劾反対はかつて朴槿恵元大統領の弾劾をめぐって賛成したために保守系政党が分裂したためにそのトラウマからだとの説明が流れた。実際には、この情勢では国民人気の高い野党代表の李が新大統領選に勝つ可能性が高く、一方で、李はいくつもの裁判を抱え、選挙法違反ですでに一審有罪を受けていたものもあり、判決が最終確定すれば大統領選挙に出ることが出来なくなるため、それを期待しての時間稼ぎを狙ったものだともみられている。これで可決は事実上不可能になったとみられていたが、尹がいくつかの陸軍司令官に非常戒厳の出動準備を8日まで続けておくようにとの指示を出したといった話が出て野党議員を中心に再び戒厳令が出るのではないかといった主張がなされ、また、国会に呼ばれた者らの証言から尹は野党代表の李ばかりか与党代表の韓や衆院議長の逮捕まで図っていたことが明らかになるに連れて、情勢が流動的になっていった。6日、韓は、3日夜に「非常戒厳」を宣布した際に尹が主要政治家らの逮捕を指示していたと明らかにし、新たな事実を勘案すると「速やかな職務停止が必要だ」と述べ、弾劾訴追案に対して賛成に回ることを示唆した（弾劾が通ると、大統領の職務は憲法裁判所による正式確定まで停止され、首相が代行する。）。その一方で尹の談話を聞いてみるとして含みを残した。（2/3確保のためには少なくとも与党議員8名の賛成票が必要とみられ、与党「国民の力」の韓派は20名程度である。）
7日午前、尹はテレビを通じて国民向けの談話を発表し、3日夜に出した「非常戒厳」について「国民に不安を与えた」と謝罪した。その上で、自身の任期も含め、「今後の政局安定策は党（与党）に一任する」と述べた。与党はあらためて弾劾に賛成しないことを決定した。尹の弾劾を求める民衆による大規模なデモが起こったほか、尹の支持者によるデモも続く中、同日午後、国会で尹に対する弾劾訴追案の採決が行われたが、与党「国民の力」議員が採決を前にあらかじめ弾劾に賛成することを表明していた1名を除き議場から退出（投票は無記名で行われる）、議長の「外国も見ている」「恥ずかしい」「戻ってきて自分の考えで投票して欲しい」との呼びかけにさらに2名が戻ってきたものの、投票数は195で規定数（在籍議員（定数300）の3分の2にあたる200以上）に達しなかったため同案は否決され、尹は職務停止を免れた。8日、首相の韓悳洙（ハン・ドクス）と与党「国民の力」代表の韓東勲が国民に向けて共同の談話を発表し、「退陣前でも大統領は外交を含め国政に関与しない」とした。これに対し、国会議長の禹元植（ウ・ウォンシク）は「大統領の権限を首相と与党が共同で行使しようというのは明白な違憲だ」と指摘し、「国民主権と憲法を無視した極めて傲慢な行為だ」と批判した。
8日、検察の特別捜査本部は内乱容疑での尹に対する捜査を正式に始めたことを明らかにした。また、戒厳令を出すよう尹に進言したとされる前国防相の金龍顕（キム・ヨンヒョン）は4日、戒厳令解除後に「あらゆる事態の責任を取る」として辞意を表明、5日、尹は金を免職したため国会への出頭を免れていたが、国防次官が金が国会への軍投入を指示したと証言したため、野党は金を告発した。金は8日午前1時半ごろソウル中央地検に自ら出頭し、取調べを受けていたがそのまま内乱容疑で緊急逮捕され拘置所に送られる形となった。金は出頭前に電話をかえる等、証拠隠滅の疑いがあったという。
9日、法務部は高位公職者犯罪捜査処による要請を受け、尹に対する出国禁止措置を決めた。ソウル中央地裁は、検察から金龍顕に対する逮捕状請求を受け、これを審査していた。
10日深夜、これを承認、検察は直ちに金を「尹大統領と内乱を共謀した疑い」で本格捜査のために正式逮捕した。
11日、警察の特別捜査団が大統領府などへの捜索を開始した。同日、警察の捜査本部は警察トップの警察庁長官・趙志浩（チョ・ジホ）とソウル警察庁トップの長官・金峰植（キム・ボンシク）を内乱容疑で拘束した。
12日、「国民の力」の韓代表は退陣日程に関する尹との協議が決裂したと公表、弾劾訴追賛成に転じる意向を表明した。尹は「非常戒厳」宣布の正当性を強調する国民向けの談話を発表し、自身の任期を与党側に一任するとしていた方針を翻して「最後まで闘う」と述べ、辞任に応じない姿勢を示した。同日午後、「共に民主党」など野党6党は尹の弾劾訴追案を国会に再提出した。
14日、採決が行われ、賛成204票、反対85票で全議員の3分の2（200人）以上が賛成、弾劾決議案は可決され、尹の大統領の職務は停止されることになった。憲法裁判所により審判されるまでの間、大統領の権限は首相の韓悳洙が代行する。弾劾訴追案の可決を受け、尹は国民向けの談話を発表し、「私は今、しばらく立ち止まるが、この2年半、国民と共に歩んできた未来への道筋を決して止めてはいけない。私は決して諦めない」と述べた。
15日、検察当局は尹に事情聴取を行うため、出頭を要請したが、尹はこれに応じなかった。
16日、憲法裁判所は尹の弾劾審判の日程などを議論する裁判官会議を開き、審判手続きを本格的に開始した。同日、与党「国民の力」の韓東勲代表が、党の混乱を招いた責任を取るなどとして辞意を表明した。同日、政府高官らを捜査する「高位公職者犯罪捜査処」（公捜処）と警察、国防省調査本部による合同の捜査本部が、尹に対し事情聴取のための出頭を要請すると明らかにし、また、検察が2度目の出頭要請を出した。
17日、非常戒厳が出された際に戒厳司令官を務めた朴安洙（パク・アンス）陸軍参謀総長が逮捕された。
18日、検察は「非常戒厳」宣言を巡る尹に対する内乱容疑の捜査を、高官犯罪捜査庁（高捜庁）に移管すると表明。複数の機関が乗り出し捜査重複などの弊害が指摘されていたが、以降尹の捜査は高捜庁や警察でつくる捜査本部に一本化されることになった。
20日、合同捜査本部が尹に対し2度目の出頭要請を行った。同日、警察は、戒厳令宣布の直前の国務会議（閣議）に出席していた大統領代行（首相）の韓悳洙ら閣僚9人から、任意で事情を聴いたと明らかにした。
24日、最大野党「共に民主党」の朴贊大（パク・チャンデ）院内代表は、尹の大統領の権限を代行する韓について、「すぐに大統領代行の弾劾手続きを開始する」と述べたが、同日、「共に民主党」は弾劾訴追案の提出を26日まで待つと発表した。
25日、この日午前10時を指定して行われていた合同捜査本部の2度目の出頭要請に尹は応じなかった。
26日、「共に民主党」は、大統領の職務を代行する韓の弾劾訴追案を国会に発議した。
27日、大統領弾劾の妥当性を判断する審理が憲法裁判所で始まった。同日、国会において野党が提出した韓に対する弾劾訴追案が可決され、韓は職務停止となり、経済副首相兼企画財政相の崔相穆（チェ・サンモク）が「代行の代行」として大統領代行と首相を兼ねることとなった。与党「国民の力」は韓の弾劾訴追案可決について、弾劾理由が憲法上の弾劾要件を満たしておらず、また大統領と同じ在籍議員の3分の2（200人）以上の賛成ではなく、首相の弾劾に必要な過半数の賛成が可決条件となるとしたことは重大な違憲的な解釈であるとして、韓の弾劾は無効であると主張。憲法裁判所に権限争議審判と効力停止を求める仮処分を申し立てた。同日、金龍顕・前国防相が内乱罪などで起訴された。
29日、高官犯罪捜査庁（高捜庁）が同日午前10時に指定した3度目の出頭要請に尹は応じなかった。同日、務安国際空港においてチェジュ航空2216便（ボーイング737-800型機）が胴体着陸に失敗して大破炎上し、179名が死亡する航空機事故が発生（「チェジュ航空2216便事故」を参照）。
30日、合同捜査本部が尹に対する逮捕状を請求したと発表した。尹の弁護士は、逮捕状請求は不当だとする意見書を裁判所に提出した。
31日、ソウル西部地方裁判所により尹に対する逮捕状が発付された。また、大統領公邸の捜索令状も発付された。尹の弁護士は、捜査権のない機関が請求して発行された令状は不法で無効であり受け入れられないとして、憲法裁判所に逮捕状の効力を停止する仮処分を申請したと発表した。同日、尹の弾劾が妥当かどうかを判断する憲法裁判所をめぐり、大統領の職務を代行する崔相穆・副首相兼企画財政相が、空席となっている3人の憲法裁判所判事のうち、趙漢暢（与党・国民の力からの推薦）と鄭桂先（野党・共に民主党からの推薦）の2人を任命すると発表した。
2025年1月1日、この任命を受け、大統領府の主要スタッフが一斉に辞意を表明したが、崔は辞表を受理しなかった。同日、「高位公職者犯罪捜査処」（公捜処）処長の呉東運（オ・ドンウン）は、尹に対する拘束令状を有効期限の6日までに執行するとしたうえで、大統領警護処が公邸の門を開けなければ公務執行妨害になるとして執行に応じるよう求めた。同日夜、尹は自身が暮らす大統領公邸前に集まった支持者らに対し、「皆さんとともにこの国を守るために最後まで戦う」とするメッセージを関係者を通じて発出した。
3日朝、尹の拘束令状を執行するため、合同捜査本部の捜査員が大統領公邸の敷地内に入ったが、大統領警護庁が捜索を許可せず、合同捜査本部は同日午後、令状の執行中止を発表した。合同捜査本部は、拘束令状の執行を妨害したとして、大統領警護処の処長・朴鍾俊（パク・ジョンジュン）を特殊公務執行妨害の疑いで立件したと明らかにした。同日、憲法裁判所が尹の弾劾審判の2回目の弁論準備手続きを行い、本格的な審理の開始となる第1回弁論を14日に開くことを決定した。この日の審判で国会側は「内乱罪を弾劾訴追事由から撤回する」と表明した。
6日、高官犯罪捜査庁（高捜庁）は尹の拘束令状執行を警察に一任すると明らかにしたが、警察は事前の調整がなかったとして「法的議論が必要だ」と即時の受け入れを事実上、拒絶した。同日、捜査本部は、この日が期限だった尹に対する拘束令状をソウル西部地裁に再請求した。
7日、尹に対する拘束令状が新たに発付された。
8日、全国警察組織トップの趙志浩（チョ・ジホ）警察庁長と金峰埴（キム・ボンシク）前ソウル警察庁長が内乱重要任務従事と職権乱用の罪で起訴された。
10日、尹への拘束令状の執行を妨害したとして警察から出頭を求められていた大統領警護庁の朴鍾俊（パク・ジョンジュン）庁長が出頭に応じた。朴は大統領警護庁長の辞表を出し、受理された。
12日、尹の弁護団は、14日に憲法裁判所で開かれる弾劾審判の初弁論について、「身の安全が懸念される」として尹が出席しないことを明らかにした。同日、警察は、尹に対する拘束令状の執行を阻止したとして特殊公務執行妨害などの疑いで、大統領警護庁トップ代行の金声勲（キム・ソンフン）次長の拘束令状を裁判所に請求した。
13日、高位公職者犯罪捜査庁は、尹に対する拘束令状の執行への協力を求める公文書を大統領警護庁などに送ったと発表した。
14日、憲法裁判所で弾劾審判の初弁論が開かれたが、尹は事前の告知通り欠席し、弁論は約4分で終了した。
15日早朝、高官犯罪捜査庁（高捜庁）と警察による合同捜査本部の検事・警察部隊らが、大統領公邸で尹に対する逮捕状の再執行に着手した。高捜庁と警察部隊は午前7時40分ごろ、大統領警護庁側が設けた有刺鉄線やバスによるバリケードを切断したりハシゴを使って乗り越え、公邸敷地内に突入した。警護庁側で抵抗をボイコットする動きもあったと伝えられ、実力的な抵抗はみられなかった。事前に、警護員らには抵抗すれば職を失うばかりか年金資格も失うと警告されていて、それが功を奏したとの見方もある。午前10時半すぎ、合同捜査本部は、尹の拘束令状を執行したと発表。韓国で現職大統領が逮捕された初の事例となった。尹は談話を発表し、「不法な捜査を認めないが、流血事態を防ぐため手続きに応じる」と述べた。尹はソウル郊外の高捜庁庁舎に移送され、取り調べが開始されたが、尹は供述を拒否し、また取り調べの録画も拒否したため映像の撮影は行われなかった。
16日、尹側は健康上の理由を挙げて取り調べの延期を申し入れ、これを受けて捜査機関は当初午前に予定していた取り調べの再開を午後2時からに変更した。さらに尹側は午後の取り調べにも応じない意向を示した。同日、弁護側の請求により、尹の拘束の適否を問う審査がソウル中央地裁で行われたが、請求は棄却された。同日、憲法裁判所で弾劾審判の2回目の弁論が行われ、本格的な審理が始まった。
17日、合同捜査本部は、尹の逮捕状を裁判所に請求した。同日、警察は、尹への拘束令状執行を阻んだとして特殊公務執行妨害などの疑いで大統領警護庁長の代行を務める金声勲（キム・ソンフン）次長を拘束した。
18日、ソウル西部地裁で、逮捕状の発付の可否を決める審査が尹本人も出席して行われた。

19日未明、合同捜査本部は、ソウル西部地裁が尹に対する逮捕状を発付したと発表した。これにより合同捜査本部は、最長20日間、尹を拘束して取り調べることができるようになった。逮捕状の発付に反発した尹の支持者らが同地裁の敷地内に乱入し、ガラスを割るなどの暴動に発展したが、警察により鎮圧された。
20日、警察庁特別捜査団は、野党「祖国革新党」の刑事告発を受理し、尹を特殊公務執行妨害の疑いで立件したと明らかにした。同月3日と15日に尹の拘束令状の執行が試みられた際に大統領警護処がこれを阻止しようとしたのは尹の指示があったためと判断された。
21日、憲法裁判所で弾劾審判の3回目の弁論が行われ、尹本人も出席した。
23日、高官犯罪捜査庁は尹の起訴を求め検察に捜査を引き継いだ。同日、弾劾審判の4回目の弁論に出席し、証人として出廷した金龍顕前国防相に対し尹本人も尋問を行った。同日、検察は尹の拘束期間を2月6日まで延長するようソウル中央地裁に申請したが、24日、地裁は「公捜庁から送られた事件について、起訴するかどうかを判断する検察が捜査を続ける理由はない」として、拘束期間の延長を認めなかった。
25日、検察は尹の拘束期間の延長を再申請したが、ソウル中央地裁はこれを認めない決定をした。
26日、検察は尹を内乱罪で起訴した。
2月3日、起訴状の内容が明らかにされた。起訴状の中で検察は、尹は「非常戒厳」を宣言した当時、一部の報道機関への水や電気の供給を遮断するよう指示し、また国会には軍を送り込んで無力化を図り、新たに「非常立法機構」を創設しようとするなど、憲法上の民主的な基本秩序を破壊しようとした、と指摘した。
4日、弾劾審判の5回目の弁論が行われた。
6日、弾劾審判の6回目の弁論が行われ、「非常戒厳」の宣布後に国会に投入された軍部隊を指揮した当時の司令官が証人として出廷し、尹から議員の排除を直接指示されたことを証言した。
11日、弾劾審判の7回目の弁論が行われ、「非常戒厳」宣布の際に特定メディアの断水などを指示されたとされる李祥敏（イ・サンミン）前行政安全相が証人として出廷し、指示を受けたことを否定した。
13日、弾劾審判の8回目の弁論が行われ、証人として出廷した金峰埴（キム・ボンシク）前ソウル警察庁長官は「非常戒厳」の際、尹から国会封鎖は命じられていないと証言した。同日、与党「国民の力」の中央倫理委員会は尹の懲戒手続きを終了し、処分しないことを決めた。
18日、弾劾審判の9回目の弁論が行われ、尹は出席するため憲法裁判所を訪れたが、弁論開始直前にソウル拘置所に戻った。弁護団は、「この日はこれまでの弁論を整理し、国会側と尹側の双方の弁護団が意見を主張する内容で尹本人が意見を述べる必要はない」として、「弁護団に一任することが円滑な裁判進行につながると判断し拘置所に戻ることを決めた」と説明した。
20日、弾劾審判の10回目の弁論が行われ、憲法裁判所は25日に弁論を開き審理を終結することを決定した。同日、ソウル中央地裁が、内乱を首謀した罪で起訴された尹の初めての公判準備手続きを行い、尹本人も出廷した。尹側は、捜査記録などを確認できていないとして、起訴内容の認否を留保した。
25日、憲法裁判所で弾劾審判の最後の弁論が行われ、結審した。
3月7日、ソウル中央地裁は尹の弁護団による拘束取り消し請求を認め、身柄を釈放することを決定した。弁護団は、検察が1月26日に起訴した時点で拘束期限を過ぎており、拘束したままの起訴は違法だと主張していた。検察は即時抗告するか検討したが断念し、8日、尹の釈放を指示した。同日夕、尹は収容されていたソウル拘置所から釈放された。
24日、憲法裁判所は、韓に対する弾劾訴追を棄却した。韓は職務停止が解かれ、大統領の権限代行に復帰した。
4月4日、憲法裁判所は尹に対して裁判官の全員一致で罷免を宣告した。同日付で尹は失職した。弾劾審判において争点となった「戒厳令宣布の目的や手続きの適法性」、「一切の政党活動を禁じた布告令の発表の適法性」、「国会に軍部隊を投入した目的」、「主要政治家らの逮捕を指示したのかどうか」、「選挙管理委員会に軍部隊を投入した目的」の五つ全てで尹側の主張が退けられた。

### 大統領失職後
4月14日、内乱を首謀した罪で起訴された裁判の初公判がソウル中央地裁で開かれ、尹側は起訴内容を否認した。
5月1日、検察は尹を職権乱用の罪で追起訴した。
5月17日、「国民の力」を同日付で離党することを表明した。
6月5日、尹が出した非常戒厳の真相究明などについて捜査するための「特別検察官法」の法案が国会で可決され、10日、閣議決定された。
6月24日、非常戒厳をめぐって捜査する特別検察官は、特殊公務執行妨害などの疑いで尹の拘束令状を請求した。これに対し、尹の弁護側は、特別検察官から出頭の要請があった場合は応じるとの尹の立場を明らかにし、25日、裁判所は、拘束令状の請求を棄却した。28日、尹はソウル高検の庁舎に出頭し、特別検察官の任意の聴取に応じた。7月5日、2度目の聴取が行われた。6日、特別検察官は、特殊公務執行妨害や虚偽公文書作成、職権乱用などの容疑で尹の逮捕状をソウル中央地裁に請求した。10日にソウル中央地裁が逮捕状を発付し、特別検察官は尹を逮捕した。19日、特別検察官は職権乱用などの罪で尹を追起訴した（起訴は3回目）。
8月1日、夫人金建希に対する捜査を進める閔中基（ミン・ジュンギ）特別検察官（特検）チームが午前中に尹に対する逮捕令状の執行を試みたが、本人がこれに応じなかったため、執行が中止された。令状執行の試みは午前8時40分から午前10時40分まで、尹が収監されている京畿道義王市のソウル拘置所でおよそ2時間にわたって展開された。捜査官などは20－30分間隔で計4回、尹に逮捕状執行に従うよう説得した。だが尹は話を遮ったり返事をしなかったりして、まともな対話にならなかったという。特検が逮捕状執行を中止して引き揚げた午前11時30分ごろ、弁護人と接見した。午後、呉政姫（オ・ジョンヒ）特検補はメディア向けのブリーフィングで「尹・前大統領は囚人服も着ずに床に横になった状態で逮捕を頑強に拒否した」「安全上の懸念から、物理的な力の行使は見送られ、逮捕状の執行は一時的に停止された」と語った。これに関連して鄭成湖（チョン・ソンホ）法相は同日、国会法制司法委員会の全体会議に出席し、「（尹・前大統領は）半そでの（囚人服の）上下を着ていたが、特検が（逮捕状）執行を試みるや（囚人服を）脱いで、特検が出ていくとすぐに着たという」と伝えた。
尹・前大統領の法律代理人団のユ・ジョンファ弁護士は「特検がメディア向けブリーフィングを装った『人身侮辱』の場を作った」とした上で「一体どの文明国の法律機関が、40度に迫るこの暑い日に、狭い空間での収容者の服装の状態をリアルタイムで説明するか」と批判した。

8月4日、弁護団は声明で、「前職大統領が『逮捕に抵抗して服を脱いだ』と語り、具体的な下着姿にまで言及する特検と、事実関係をきちんと確認せず、それを国会で重ねて主張した法務部長官に、深い遺憾」の意を表するとして、「再発した場合、適切に法的責任を問う」と表明した。
声明全文
前職大統領が「逮捕に抵抗するために服を脱いだ」と述べ、下着姿の詳細まで言及した特別検察官および、事実関係を十分に確認しないまま国会でこれを繰り返し主張した法務部長官に対し、深い遺憾の意を表明するとともに、「再発時には、相応の法的責任を問う」と明らかにします。
尹錫悦前大統領は今月1日午前9時頃、弁護人との接見のため囚人服に着替えて待機中でした。そこに特別検察官側が訪れ、取り調べのための逮捕に応じるよう求めましたが、尹前大統領は待機中の弁護人と協議のうえ従うという意向を示しました。しかし、特別検察官側は弁護人が選任届を提出していないことを理由に、弁護人との協議を拒否しました。その後、特別検察官側は「内部で協議する」として、尹前大統領の拘置室から一旦退きました。
その後、尹前大統領は「当日午前中は弁護人との接見も不可能である」と考え、暑さのあまり一時的に囚人服を脱ぎました。するとしばらく経ってから再び特別検察官側が現れ、逮捕に応じるよう求めてきたため、下着姿で困惑した尹前大統領は毛布で体を覆い、「弁護人が接見室で待機中なので協議したい」と要請しましたが、特別検察官側は弁護人との面会を強く回避し、尹前大統領の要請を無視したうえ、当時の羞恥的な状況を法的根拠もなく任意で撮影しました。
特別検察官側はあたかも尹前大統領が逮捕を拒否するために囚人服を脱ぎ、下着姿で抵抗したかのように発表しましたが、それは事実ではありません。法務部長官も現場の刑務官らに事実関係を確認していれば、特別検察官の発表が誤りであることがわかったはずですが、特別検察官の発表をそのまま引用し、前職大統領への侮辱に加担しました。
さらに、弁護人接見権は選任届の提出有無とは無関係であり、弁護人になろうとする者の接見も含まれます。弁護の援助も同様に、弁護人となろうとする者の援助を含むのです。特別検察官およびソウル拘置所は逮捕執行を理由にこの接見権を侵害しており、これは職権乱用による逮捕に該当するというのが裁判所の判例です。
よって、適法な手続きを守らずに弁護人接見権を侵害し、職権乱用逮捕を試み、被疑者の意思に反して収容者を任意で撮影した特別検察官、虚偽事実を公表した特別検察官および法務部長官に対し、強い遺憾の意を表明します。
また、ソウル拘置所に対しても、今後これと類似の状況で職権乱用や違法逮捕に加担した場合には、関係者全員に法的責任を問うことになる旨を申し伝えます。
2025年8月4日

 尹錫悦前大統領 法律代理人団
これに対し、文鴻周（ムン・ホンジュ）特検補は午後のメディア向けブリーフィングで「囚人服を脱いだのは暑さを避けるためだった？　私どもが見るには、違った」と述べ、逮捕を妨害する意図があったことを示唆した。また、尹側が反発していた特検チームの現場撮影についても、「最初に部屋に入ったとたん、尹前大統領は“あれは何だ”と詰問した。撮影は逮捕過程の違法性を排除する目的であり、記録のためだった」と説明した。さらに文・特検補は、2017年の朴槿恵（パク・クンヘ）政権国政介入事件における特検の捜査チーム長が尹であった事実に言及しつつ「当時、（特検に）出頭しない崔順実（チェ・スンシル）容疑者に対する逮捕状の発布を得て連行した」「崔順実（チェ・スンシル）が連行される際、“これはもはや自由民主主義の特検ではない”と言ったところ、通りすがりの清掃婦のおばさんが“何をぬかしてるの”と言ったのを思い出す。当時捜査チーム長だった尹前大統領がどうやって捜査したのか私はよく知っているし、それとまったく同じことを適用しているだけだ」と主張した。

## ギャラリー

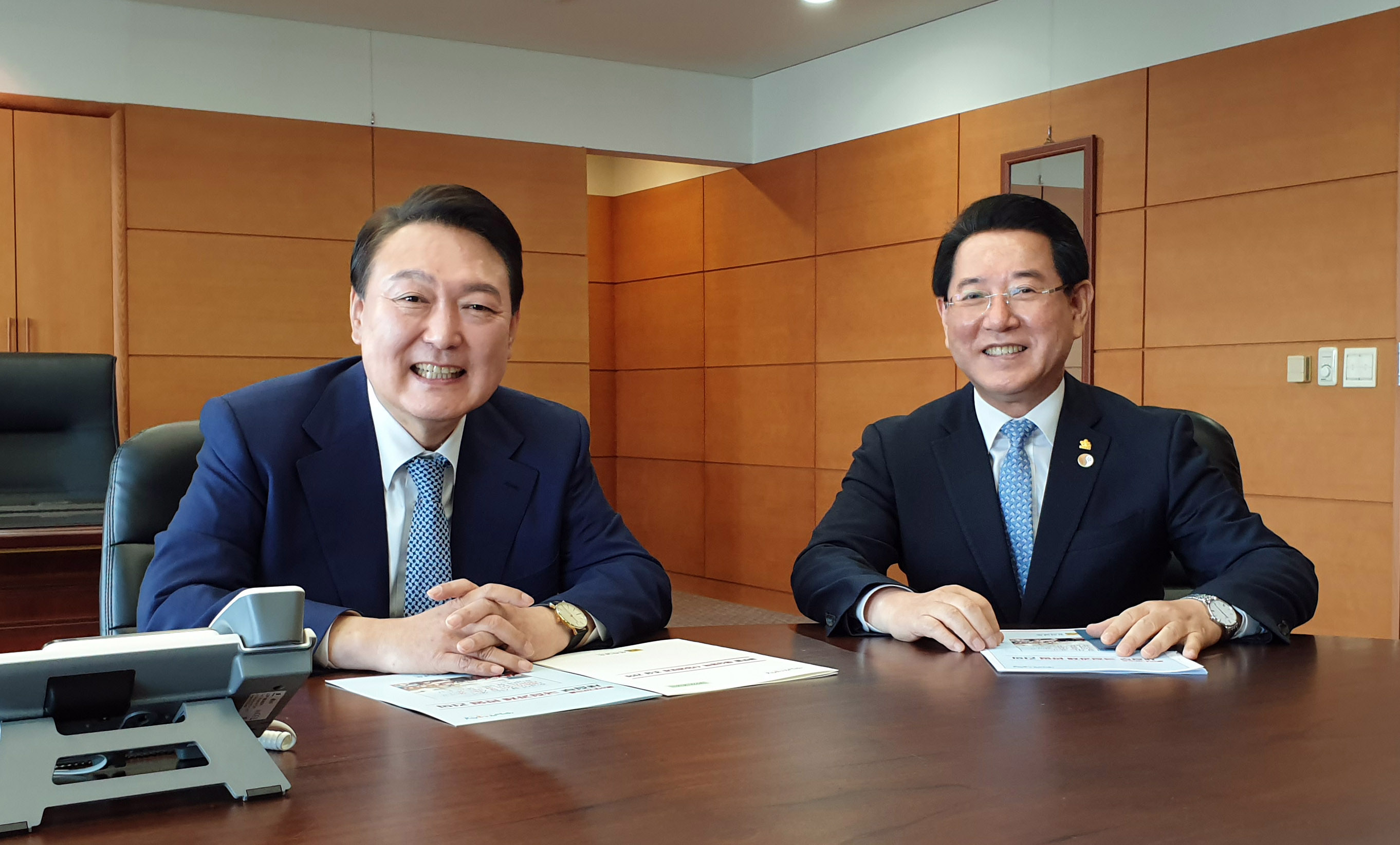
全羅南道知事の金瑛録と（2022年4月6日）
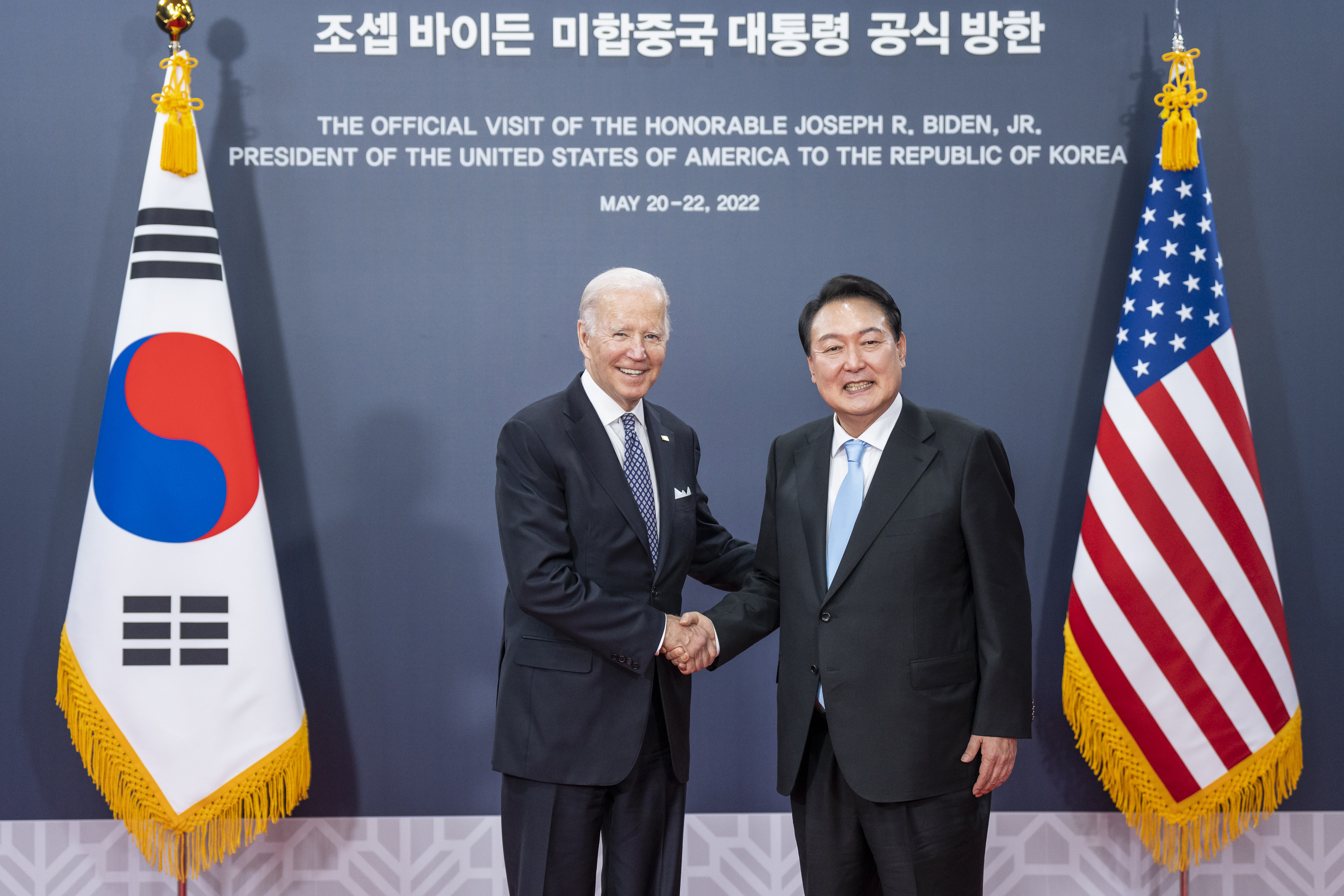
米国大統領のジョー・バイデンと（2022年5月21日）
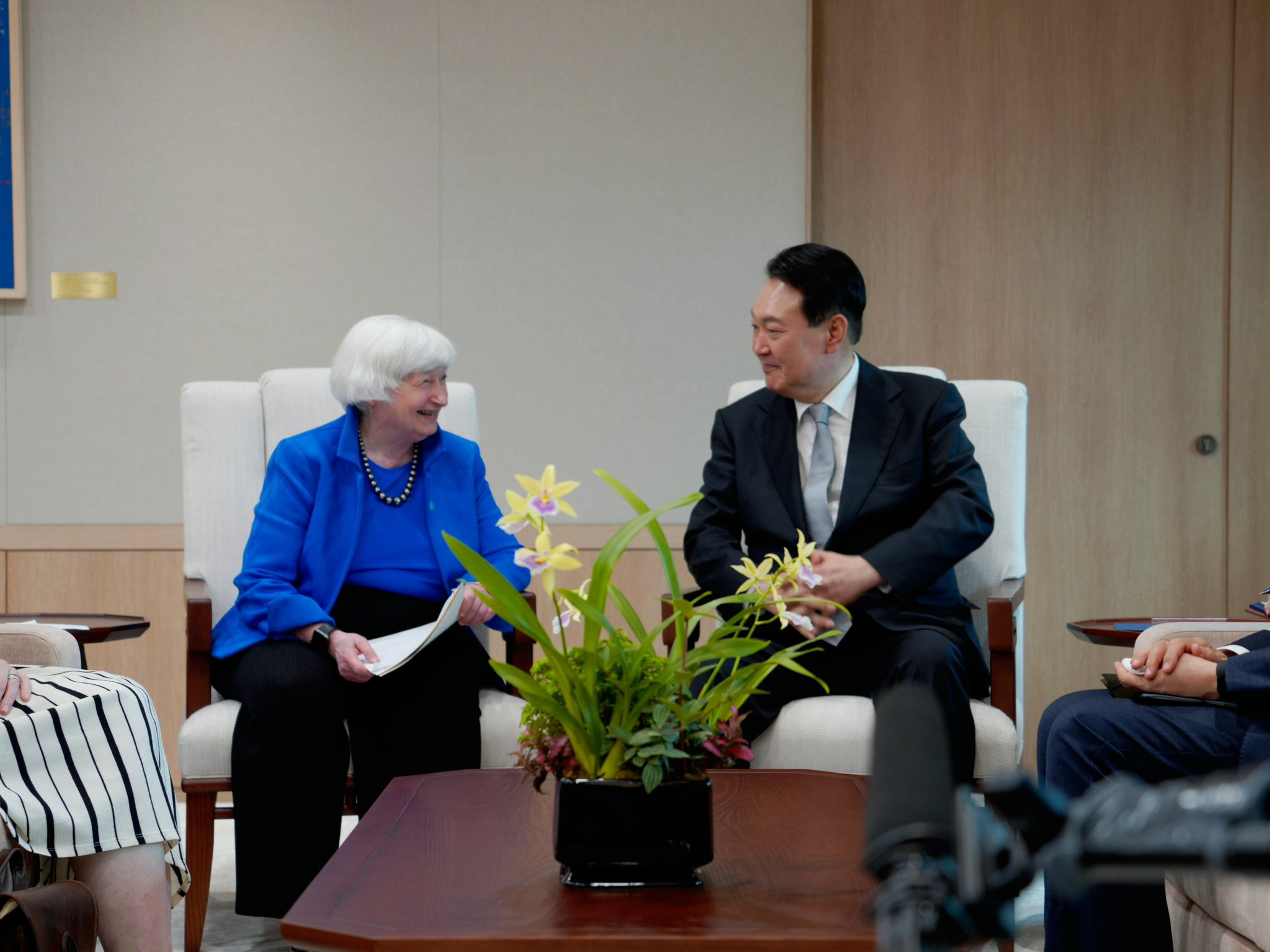
米国財務長官のジャネット・イエレンと（2022年7月19日）
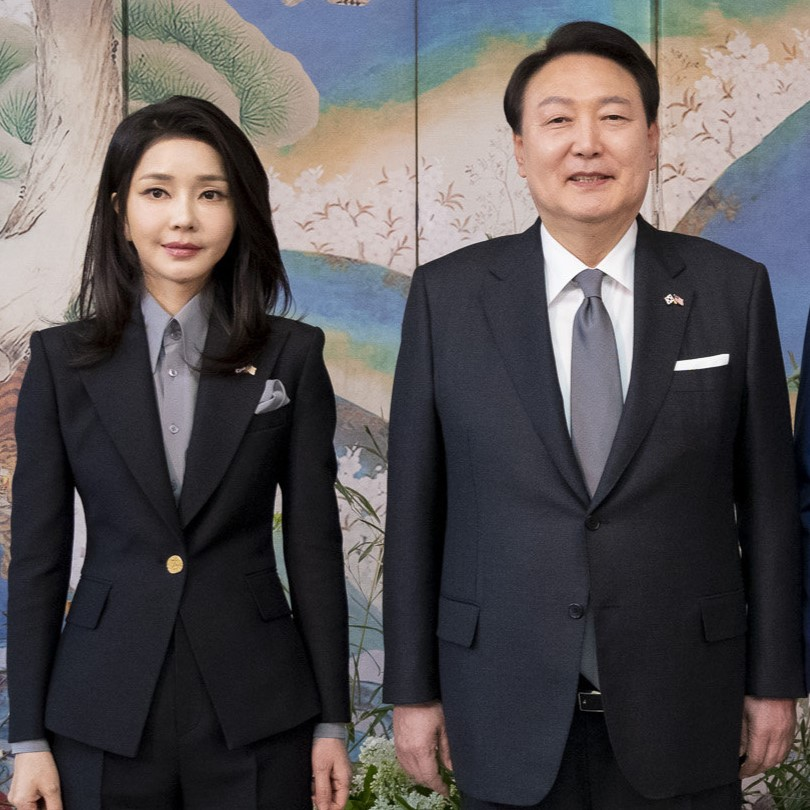
妻の金建希と（2023年4月25日）
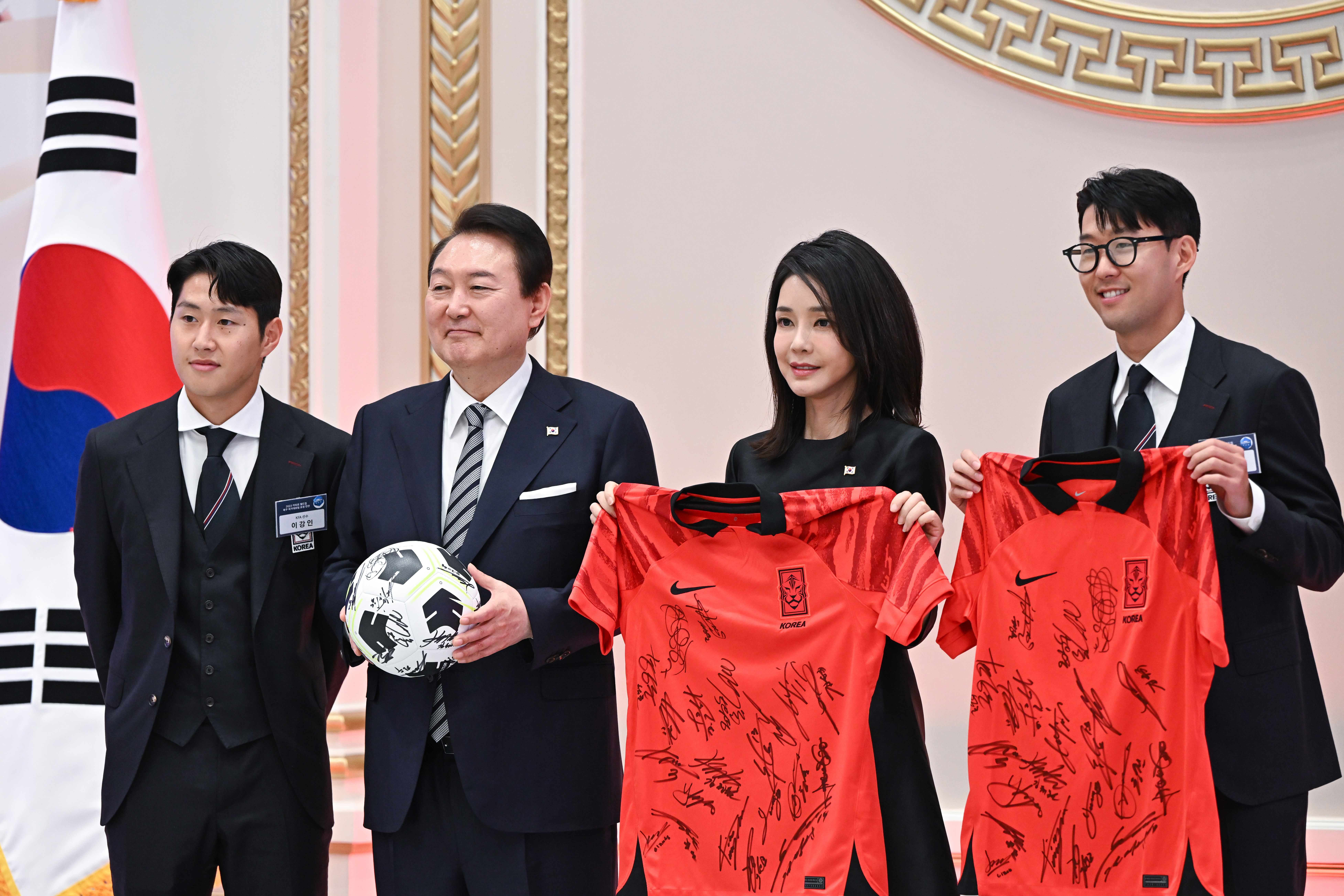
左から李康仁、尹錫悦、金建希、孫興慜（2022年9月22日）
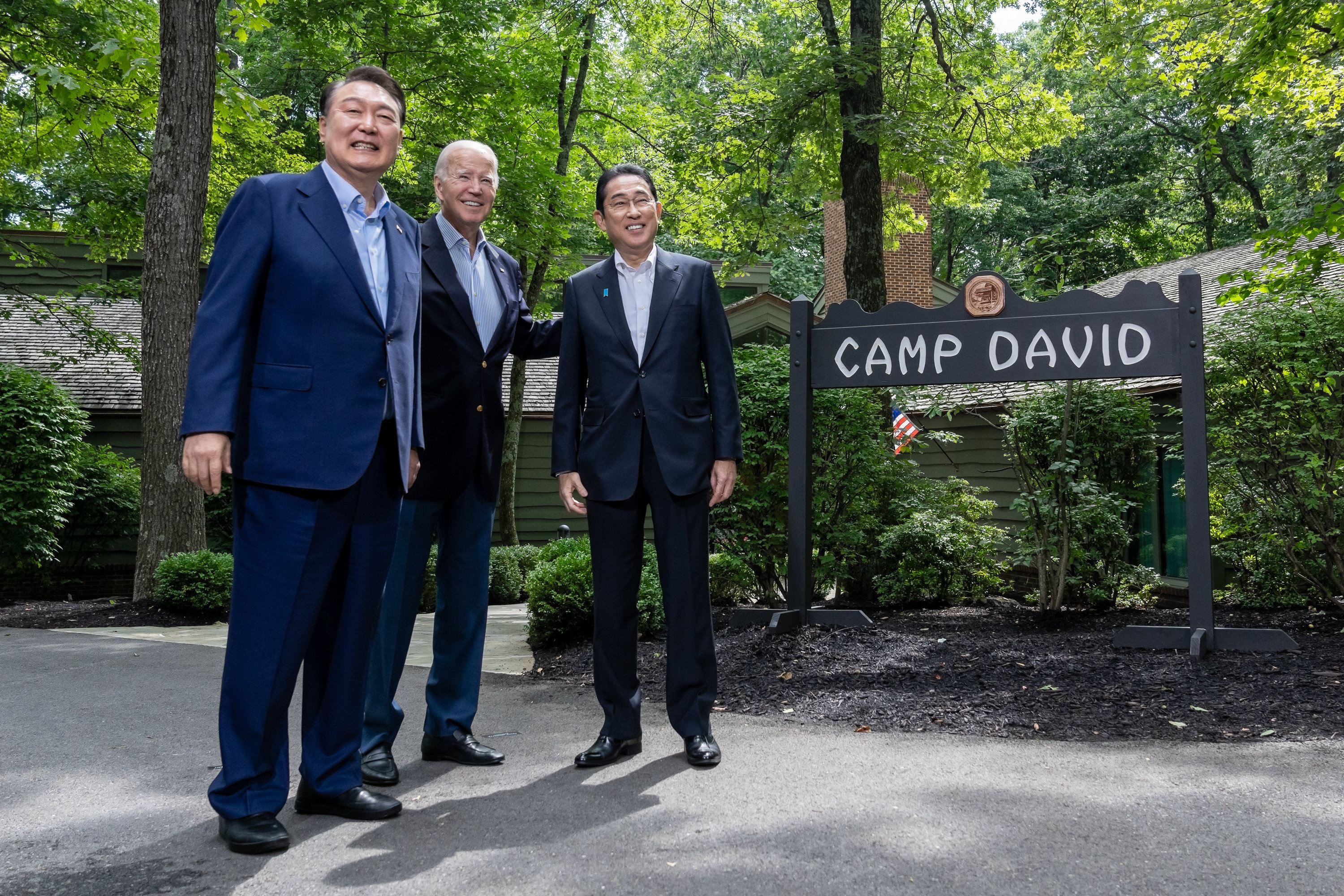
尹錫悦、ジョー・バイデン、岸田文雄（2023年8月18日）
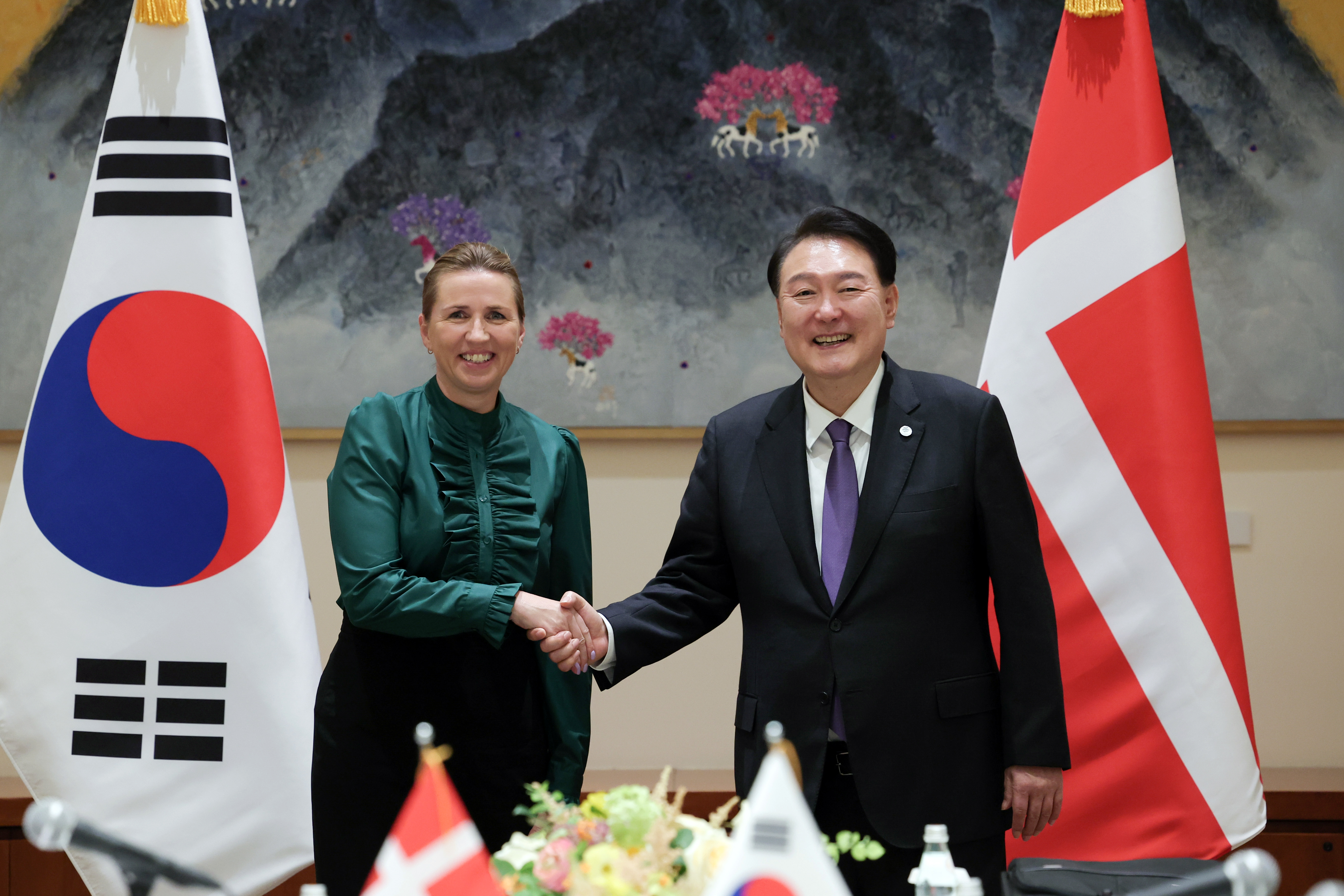
デンマーク首相のメッテ・フレデリクセンと（2023年9月19日）

## 政策・主張
- 基本政治思想は反共主義・保守主義とされているが、偏った政治思想を極度に強調したことはない。また、まだ不鮮明であるが新自由主義的、財政保守主義的でもあると言われており、国内的には教育や労働、医療、年金の制度改革を掲げ、外交では韓日関係の改善を主軸に据えている[250]。彼は経済自由主義に対する彼の信念に大きな影響を与えたものとして、経済学者のミルトン・フリードマンの1980年の著書『選択の自由―自立社会への挑戦（英語版）』を挙げている[251]。
- 反日主義を主張したことはなく、歴代韓国大統領の中では日本に好意的とされており[111]、文在寅政権時代に悪化した韓日関係の改善を大統領就任前より強く提唱していた[111]。父親の尹起重（延世大学校名誉教授・経済学者）も日本に好意的とされており、日本語が堪能であり[252]、韓日の学術交流に深く携わり、複数の日本人学者と面識があるとされている[252]。韓日国交正常化の翌年・1966年から一橋大学に留学していた父親が住む東京都国立市のアパートを、尹も訪れ、一橋大教授の家で食事したこともあるという[253][254]。2023年5月21日には内閣総理大臣・岸田文雄との会談前に広島平和記念公園の韓国人原爆犠牲者慰霊碑に総理と共に献花（韓国大統領が慰霊碑に訪れるのは初）などした[255]。一方で親日のレッテルを、共に民主党など野党に貼られ支持率が低下、政権基盤が揺らいでいる[256]。

## 人物
- 正義感の強い人物とされている[257][258]。保守派の朴槿恵政権時代は、大統領選に絡んだ世論工作の捜査が政権の不興を買い、左遷された。朴の友人による国政介入事件では、朴の捜査・公判を指揮した[55]。以上の理由から進歩派の文在寅政権により検事総長に抜擢された[55]が、文政権による脱北者強制送還を非難したり[106]、文の側近を巡る不正に対する捜査を指揮するなど「反・文在寅」の象徴として国民的な人気を集めた[55][77]。
- 司法試験には9年間9回不合格となり、1991年の第33回司法試験に10回目で合格[55][39]。司法浪人の原因は全斗煥模擬裁判が影響したとされている[55][39]。司法研修院23期修了後の1994年に33歳で検事人生を開始した[39]。
- 三扶土建（サムブ土建、삼부토건）のチョ・ナムウク会長の紹介で、2010年から金建希と交際を始めた[259]。2012年3月11日、二人は大検察庁で結婚式を挙げた[46][47][260]。初婚で52歳だった[55]。子女はいない[261]。
- 大統領就任後は、日本との関係改善や日米韓3か国の協力立て直しを掲げる[110][111]。
- 兵役未経験者であり、1980・1981年に2回兵役を延期したが、1982年に不同視を理由に兵役免除処分となった[262]。
- 尊敬する人物はウィンストン・チャーチルであり、ナチス・ドイツに妥協せずに国民を説得しながら困難を突破し、自由民主という秩序を回復させたことが理由であるという[55]。
- 趣味は歌・料理・動物関係[55]。得意料理はチゲ・パスタ・オムレツ[55]。日本食では盛りそば・うどん・うな重が好きで、孤独のグルメは欠かさず見ているという[254]。
- 2022年3月、与党・国民の力新指導部が開いた夕食会で出されたブンジャンオ（アナゴ）、コンナムルクッ（もやしスープ）などの料理も、本人が直接提案したレシピに基づいていた。通常、ブンジャンオは焼いて食べるが、沸騰したお湯で軽く茹でて、ソースにつけて食べる方が良いとし、実際に食べ方を示した。コンナムルクッは大きめに切ったキムチを入れて、辛く煮込んだが、これも本人のレシピに従ったものだと言われている。夕食会に参加した一人の出席者は、「尹大統領が大統領府の料理人たちに直接レシピを教えていると聞いた」と語り、「歴史上、料理長にレシピを教えることができる初めての大統領になるだろう」と話した[263]。
- 犬4匹（トリ・ナレ・マリ・サニー）と猫3匹（アギャンイ・ナビ・ノラギ）を飼っている。ビション・フリーゼ犬2匹を除いた犬2匹と猫3匹は、すべて捨てられた動物を迎えたことが知られている。大統領候補者時に、ユーチューブチャンネル「ソクヨル兄の食堂」で「私の携帯電話の写真フォルダには、家の犬の写真しかない」と語り、「私の犬たちがいなければ、過去10年近くどう耐えてきたか分からないくらいだ」とも発言した。ペットたちと一緒にベッドに横たわっている写真や、犬を抱えている写真なども公開された[264]。検事総長時に2か月の停職処分を受けた際にも、トリを連れて散歩する姿が確認されている[265]。
- テレビ番組に出演した際には、「勉強が楽しいと寝られない」「眠いということは勉強が面白くないということ」など、自身の独特な勉強哲学を披露した。また「面白くない暗記科目は昼に勉強し、好きな科目は眠くても続けられる夜に勉強した」と、自分なりの勉強法を語った。司法試験については、「試験直前に友人の結婚式が大邱で開かれ、最初は行けないと言ったが、友達のことを考えると勉強ができず、大邱に向かうバスの中で受験書を開いたが、暇つぶしで見た部分が試験に出題され、最高得点で合格した」と語った[266]。
- 大統領選出馬会見中、頭を左右に振りながら喋る様子が注目され、「트리도리（トリドリ、幼児が首を振る様子）」とポータルサイトで話題になった。しかし、その後ポータルサイトにおいて「트리도리」は検索不可なタブー語となっていた。これについてMBCのインタビューを受けたジャーナリストの明太均（ミョン・テギュン）は、この動作は不同視に基づくものであり、「트리도리」に関連する記事がいつの間にか姿を消したのは、自身が「斜視によって生じた習慣であり、これについての言及は障害者差別だ」というフレームを作ったことによると説明した[267]。
- 本貫は坡平尹氏であり[24]、父方祖先は朝鮮王朝時代に公州にて儒学者を代々輩出してきた名門の家柄である。両親は共に学者であり、父親の尹起重（延世大学名誉教授・経済学者）の影響で幼少時より経済学の書籍を多く読んできたとされており[26]、ミルトン・フリードマンのような通貨主義者的見解下で自由市場を擁護し、アダム・スミスの『国富論』の該当の一節を引用するなど、経済に精通しているとされている[26]。母親は梨花女子大学校にて教鞭を取っていた[268][269]。
- 大統領選挙の党内予備選挙中に全斗煥（民主化運動を弾圧した元大統領）の功績を認めるような発言を行ったことを批判され、犬とリンゴの写真をSNSに投稿した（朝鮮語でリンゴ（沙果）と謝罪（謝過）は共に「사과」という同音異義語）[270]。「国民を犬に見立てて謝っている」と批判された[270]。
- 2022年9月に訪米しニューヨークでジョー・バイデン米国大統領と会談した際に卑俗な言葉を口走ったような映像が報じられた辺りから、報道機関（特に反政権寄りな報道をする韓国MBC等）に対して強硬姿勢を見せるようになった。韓国MBCに対しては、偏向報道を理由に大統領外遊の際の大統領専用機への搭乗を拒否されている[271]。
- 大韓出版文化協会（以下出協）が大統領選挙を控え、各候補者に「人生の本」、あるいは「若者におすすめしたい本」の3冊を尋ねたところ、ノーベル経済学賞受賞者ミルトン・フリードマンの『選択の自由（1980年、原題『Free to Choice: A Personal Statement』）』、ジョン・スチュアート・ミルの『自由論』、そしてマサチューセッツ工科大学（MIT）経済学科のダロン・アセモグル教授とシカゴ大学政治学科のジェームズ・A・ロビンソン教授の共著『国家はなぜ失敗するのか』を挙げた。このとき「『選択の自由』を最も感銘深く読んだ。この本は新自由主義経済理論書でもあるが、規制を課す際に発生する問題点を告発する書でもある。規制によって生じる市場の歪みをよく分析している。検事として勤務する中で、何かを取り締まったり捜査権を行使する際、それが本当に国家的あるいは経済的に必要なのか常に疑問を持っていた。この本のおかげで、検察の最も強力な公権力である捜査権、起訴権を乱用してはならないということに気づかされた」と語った。『自由論』については「学生時代、父の影響で経済学科への進学を考えていたが、この本を読んで法学部への進学を決心した」と述べた。『国家はなぜ失敗するのか』については、「『分配が公正でない社会は持続可能ではない』という内容が印象に残っている」と語った[272]。

## 批判

### 大統領在任時

#### 明太均ゲート
本人とその妻・金建希（キム・ゴンヒ）が、2022年6月の補欠選挙および第22代国会議員総選挙の際、明太均（ミョン・テギュン）を通じて国民の力（与党）の国会議員公認に介入したという疑惑が浮上した。2024年9月5日の「ニューストマト」の報道により浮上した。「金建希女史、4・10総選挙の公認に介入」（ニューストマト）という報道の通り、政治ブローカーの明太均が第20代大統領選挙当時、候補であった尹錫悦を当選させるために「未来韓国研究所」や「PNR（ピープルネットワークス）」を利用して多数の違法世論調査や世論操作を行い、その費用を地方の暴力団出身者らを動員し、第8回全国同時地方選挙の公認を希望する候補者たちから徴収したという疑惑から始まった。
慶尚南道の選挙管理委員会が事件の捜査網を狭めていき、「ニューストマト」が金建希の公認介入疑惑を報道すると、この事件に関係する人物たちが尹錫悦に関する録音ファイルを暴露し、大統領夫妻による国民の力の公認介入疑惑のより詳細な実態や、民主平和統一諮問会議に関する疑惑、昌原国家産業団地に関する疑惑などが世間に明らかになった。明太均は「（自分が）拘束されればすぐに暴露する」と述べ、大統領夫妻および一部の政治家に関するさらなる暴露を予告している。
当初はあくまで「疑惑」とされていたため、「金建希・補欠選挙および総選挙公認介入疑惑」として報じられていたが、事件が進行するにつれて波紋が拡大し、MBCやハンギョレ新聞などの既存のメディアでは、「明太均ゲート」、または朴槿恵－崔順実ゲートになぞらえて「金建希－明太均ゲート」といった名称でも報道されるようになっている。

#### ナンシー・ペロシ米下院議長訪韓時の対応
2022年8月3日、アメリカ下院議長ナンシー・ペロシが台湾を訪問した後、韓国に到着したが、休暇中という理由でペロシとの面会自体を設定しなかった。大統領室では一時混乱があったものの、最終的に「休暇中に面会を行うのはまれだ」として、会う予定はないと明らかにした。
尹錫悦が休暇中であった2022年8月3日は、ペロシ下院議長の台湾訪問により米中間の緊張が爆発し、両国が武力衝突寸前まで至った深刻な局面であった。ペロシは台湾訪問直後の8月3日夕方から韓国を訪問し、金振杓（キム・ジンピョ）国会議長と会談を行っていたが、尹錫悦はペロシと面会せず、むしろソウル鍾路区大学路で演劇を観覧していたことから批判を受けた。これに対し大統領室は「韓米国会議長の協議に成果を期待する」と述べ、実質的にペロシ議長の応対を金振杓議長に任せるような態度を示した。ペロシ下院議長が訪問した他の国々ではすべて国家元首または政府首脳レベルでの面会が行われていたことを考えると、これは異例というより不自然な対応であるとの指摘が出ている。
さらに、ペロシが到着した当時、空港で出迎えた韓国側の関係者が誰一人としていなかったことから、「外交的非礼」だという論争まで巻き起こった。朴振（パク・ジン）外交部長官は、ちょうどその日からカンボジアで開催される年次ASEAN外相会議に出席していたため、出迎えには行けなかったとされるが、趙賢東（チョ・ヒョンドン）、李度勲（イ・ドフン）などの外交部次官級、あるいは外交・安保に関与する閣僚級の金聖翰（キム・ソンハン、国際政治学者）国家安保室長や金大棋（キム・デギ）大統領秘書室長など、政府の高官で出迎えに行くことのできる人物は多数いた。
このときの状況としては、
- 尹錫悦はその時間、休暇を理由に演劇を観覧した後、出演した俳優たちと酒席を設けていた。
- 儀典序列第5位にして権限代行順位第1位である韓悳洙（ハン・ドクス）国務総理（首相）は、セマングムを訪問していた[282]。

その後、尹熙錫（ユン・ヒソク）元「国民の力」首席報道官は、4日午前にTV朝鮮の『神通龐統（シントンバントン）』に出演し、「実際に我が方の関係者が誰も出迎えに行かなかったというのは事実のようだ」と述べ、「外交というものは儀典が占める比重が非常に大きいのに、訪問する国で公式に誰も出迎えに出なかったとすれば、それは確かに非礼だ」と発言。外交部の関係者一人すら送らず、最低限の出迎えの儀礼さえ行われなかったことが確認された。

#### 発言
2021年12月22日、全北大学で開かれた大学生とのタウンホールミーティングに出席した際、ある学生が「99の点で異なっても政権交代という1つの意志が同じであれば共にできると言ったが、自由主義政党が『n番部屋防止法』など自由を侵害する人々とも共にできるということか？」と質問した。
これに対し、「自由の本質というのは、一定水準の教育と基本的な経済力があってこそ、我々が存在できるものであり、自ら自由とは何かを理解することができる」と答えた後、「極貧の生活をし、学のない人は、自由の何たるかが分からないだけでなく、自由がなぜ個人にとって必要なのか、必要性そのものを感じることができない」と発言した。
この発言が報道されると、「貧しく学がない人々を見下しているのではないか」との指摘が相次いだ。

## 語録
- 「100年前の歴史で日本は許し請えという考えは受け入れられない」[284][285]（日韓歴史問題に対して）
- 「鳥は飛ぶ方向が決まっていてこそ左の翼と右の翼が力を合わせることができる」[286]
- 「1+1を100と言う人たち」[287]（福島第一原子力発電所処理水放出に反対する進歩派に対して）
- 「国民はいつも無条件に正しい。どんな批判にも言い訳をしてはいけない」[288]
- 「軍が強力な力で国の安全保障を守るとき、国民も皆さんを信頼して経済活動を行い、雇用を生み成長していける」[289]
- 「敵には恐怖を、国民には信頼を与える強い軍隊を作るために最善を尽くす」[290]
- 「 国ごとに軍事力の大きさは異なるが私たち全員が固く連帯して力を集め、そして原則に基づいて一貫して行動するとき、いかなる違法な挑発も防ぐことができます」[291]
- 「国民の安全を守ることが、国家の最初の存在理由であることを胸に深く刻んでください」[292]
- 「皆さんの汗と献身が大韓民国の産業の基礎であり、皆さんの人生が我が国の現代史でした。見知らぬ環境と危険な現場の中で、家族と故国に対する責任感が今日の皆さんと大韓民国を作り出しました」[293]
- 「われわれが今日享受する自由と繁栄はお年寄りの血と汗のおかげ。共産勢力から自由な韓国を守り、自由民主主義と市場経済に基づき成長の礎を築いたお年寄りの方々の献身を忘れない」[294]
- 「今日の韓国は国連軍の犠牲と献身、血塗られた軍服の上に成り立っている。70年間守ってきた自由の価値が未来に引き継がれるよう最善を尽くす」[295]
- ハーバード大での懇談会で質問として「Ｋ－ＰＯＰが世界で愛されている理由」を尋ねられた際に「政府が関与しなかったから」と答え、「今後も精いっぱい支援するが、皆さんの仕事に一切介入や関与はしない」と述べた。 また「米国民が韓国に好感を持つようになったのは、多くの盛大な行事より歌の1小節（の影響が）はるかに大きいことが分かった」とも述べた。[296]
- 2021年10月19日、釜山の海雲台（ヘウンデ）区党員協議会を訪れ、「全斗煥大統領は軍事クーデターと5・18を除けば政治はよくやったと言う人が多い。湖南（全羅道）でもそう言う人がかなりいる」と述べた。続けて、「この方（全斗煥）は軍にいた経験があり、組織管理をしてきたので任せたのだ。『国会はよく知っている君たちがやりなさい』と言って、ほとんどのことを任せた」と語った[297]。
- 国家が発展する段階では歴史的、政治的な状況によって、革命、民族主義的、国家主義的な理念によって、国の政治、経済、社会秩序が形成される場合が多い。結局、究極的な終着点は、自由主義という普遍的な価値を追求するところに行かなければならない。ある共同体が侵略勢力から攻撃を受ける時、共同体構成員たちや自由人たちが、自分たちの自由を守るためには一緒に力を合わせなければならない。経済的、社会的に非常に劣悪な地位にある人々は、事実上法的に自由人だとしても、奴隷と変わらない。一緒に力を合わせ、困っている人を助けなければならない。自由と連帯はほぼ同じ概念だ。連帯によって自由を守ることができ、自由人は連帯して、社会の構成員全ての人々が一人も欠かさず自由を享受できるようにしなければならない。近代以降に、人類が文明を発展させてきた動力は、まさに自由だと思う。韓国も日本も先進７か国（Ｇ７）もまさに、自由、人権、連帯、法治という、持続可能な普遍的価値を国家の根本秩序としている。そのような普遍的価値を共有する国家同士は、国際社会でより強力に連帯できる。普遍的価値を共有しているため、互いにシステムが似ているし、互いに信頼でき、相手がどのように対応するのか予測可能だ。このような普遍的価値を共有する国家間の予測可能性が、国家（同士）を強力に結びつけることができるとみている[253]。
- ソウルと東京は、（飛行機で）2時間の距離しかない。韓国と日本の首脳や閣僚たちは何か懸案がある時、すぐに会って解決し、誤解を解いて、協力の方法を議論することは、地政学的にも非常に条件がいい。なぜしないのだろうか。シャトル外交が重要と思う。欧州諸国の首脳同士の関係を見て、それをしないこと自体が、おかしいと考えた。とにかく機会があれば、私や閣僚が日本とのシャトル外交をもう少し強化し、両国当局者の間で頻繁に会えるようにしてみようと思う[253]。
- 日本への印象を聞かれ、「 学生の時に思ったことは、先進国らしくきれいだということだ。日本の方々は正直で、（何事にも）正確だということを多く感じた。一橋大の教授の家にも招待されて食事をした。とても美しい記憶として残っている。また、私は日本の食べ物が好きだ。盛りそばやうどん、うな重などが好きで、今も（日本のテレビドラマ）「孤独のグルメ」が（韓国の）テレビで流れていれば必ず見る。」[253]
- 2024年8月に在日韓国人向けの民族学校をルーツとする京都国際高校が第106回全国高等学校野球選手権大会で初優勝した際に「優勝おめでとう。奇跡のような快挙は、在日韓国人に誇りと勇気を与えた。野球を通じて韓日両国がより親しくなることを望む」とのコメントを出した[298]。
- 「北朝鮮が挑発してくるなら私たちは何倍にも懲らしめる」閣議でこう述べた上で「『戦争か平和か』と脅す戦術はもはや通用しない」とも述べた。[299]
- 北朝鮮人は、自由、人権、繁栄を享受する権利を持っている私たちと同じような人々です。私たちは彼らを温かく受け入れる必要があります。政府は北部の人々が私たちの社会にうまく定着するのを助けるために注意と支援を惜しまないでしょう。[300]
- 2024年12月3日の非常戒厳宣布会見におけるメッセージ

「尊敬する国民の皆様、私は大統領として血を吐く気持ちで国民の皆さんに訴えます。これまで国会は尹錫悦政府（政権）の発足後、22件の政府官僚の弾劾訴追を発議し、今年6月の第22代国会の発足後にも、10人目の弾劾を進めています。これは世界のどの国にも類例がないだけでなく、建国以後にも全く類例がなかった状況です。判事を脅かし、多数の検事を弾劾するなど司法業務を麻痺させ、行政安全部長官の弾劾、放送通信委員長の弾劾、監査院長の弾劾、国防長官の弾劾の試みなどで、行政府まで麻痺させています。国家予算の処理も国家本質的な機能と麻薬犯罪の取り締まり、民生治安維持のためのすべての主要予算を全額削減し、国家本質機能を毀損し、大韓民国を麻薬天国、民生治安の恐慌状態にしました。」
「共に民主党は来年度予算で災害対策予備費1兆ウォン、子供の支援手当て384億ウォン、青年雇用、深海ガス田開発事業など4兆1000億ウォンの削減、さらには軍初級幹部の給料と手当ての引き上げ、当直勤務費の引き上げなど軍幹部の処遇改善費さえも制動をかけました。このような予算の暴挙は、一言で言って大韓民国の国家財政を籠絡するものです。 予算までもひたすら政争の手段として利用するこのような共に民主党の立法独裁は、予算案弾劾までも躊躇しませんでした。」
「国政は麻痺し、国民のため息は増えています。これは自由大韓民国の憲政秩序を踏みにじり、憲法と法により正当な国家機関を撹乱させるもので、内乱を企てる明白な反国家行為です。国民の暮らしは眼中にもなく、ひたすら弾劾や特別検察、野党代表の防弾（訳注：李在明代表の裁判をめぐり党を挙げて同氏を守ろうとする民主党の動き）で国政が麻痺状態にあります。今、韓国国会は犯罪者集団の巣窟となり、立法独裁を通じて国家の司法行政システムを麻痺させ、自由民主主義体制の転覆を図っています。自由民主主義の基盤となるべき国会が、自由民主主義体制を崩壊させる怪物になったのです。今、大韓民国は崩壊してもおかしくないほどの風前の灯と言うべき運命を迎えています。親愛なる国民の皆さん、私は北韓（北朝鮮）共産勢力の脅威から自由大韓民国を守り、韓国国民の自由と幸福を略奪している破廉恥な従北反国家勢力を一挙に剔抉（訳注：撲滅）し、自由憲政秩序を守るために非常戒厳を宣布します。私はこの非常戒厳令を通じて、亡国の奈落に落ちていく自由大韓民国を再建し守り抜きます。そのために私は今まで道理にもとる悪事をはたらいてきた亡国の元凶である反国家勢力を必ず剔抉します。これは体制の転覆を狙う反国家勢力の蠢動から国民の自由と安全、そして国家の持続可能性を保障し、未来世代にまともな国を譲るための、避けられない措置です。私はできるだけ早い時期に反国家勢力を剔抉し、国家を正常化させます。戒厳宣布により自由大韓民国憲法の価値を信じて従って下さった、善良な国民の皆様に多数の不便があるでしょうが、このような不便を最小化することに注力します。このような措置は、自由大韓民国の永続性のためにやむを得ないものであり、国際社会に責任と貢献を果たすという対外政策基調に何の変わりもありません。大統領として国民の皆様に心よりお願い申し上げます。私はひたすら国民の皆様だけを信じて、身命を捧げて自由大韓民国を守り抜きます。私を信じてください。ありがとうございます。」
- 非常戒厳宣言時の言動

　  「（戒厳解除決議の）議決定足数はまだ満たされていないようだ。早くドアを破って入り、中にいる議員たちを引きずり出せ」
「この機会にすべて捕まえて整理せよ」
「国会に入ろうとする国会議員は全員逮捕せよ。全て布告令違反だ。逮捕しろ」
「本会議場に行って４人が（議員を）１人ずつ担いで来るようにしろ」
「銃を撃ってでもドアを壊して入っていき（国会議員を）引っ張り出せ」
「解除されても私が2回、3回戒厳令を宣布すればいいから、継続して進めろ」
- 非常戒厳解除後の2024年12月7日の談話

「尊敬する国民の皆さん、私は12月3日夜11時をもって非常戒厳を宣布しました。約2時間後の12月4日午前1時ごろ、国会の戒厳令解除決議により軍の撤収を指示し、深夜の国務会議（閣議）を経て戒厳令を解除しました。」
「今回の非常戒厳宣布は、国政の最終責任者である大統領としての切迫感から始まりました。しかしその過程で国民の皆さんに不安を与え、不便をおかけしました。非常に申し訳なく、驚かれた多くの国民の皆さんに心から謝罪します。私は今回の非常戒厳宣布について法的、政治的な責任問題を回避しません。」
「国民の皆さん、再び戒厳令が宣布されるだろうという話がありますが、明確に申し上げます。第2の戒厳令のようなものは決してないでしょう。私の任期を含め、今後の国政安定のための方策は与党に一任します。」
「今後の国政運営は与党と政府が共に責任を持って行っていきます。国民の皆さんに心配をおかけしたこと、改めて頭を下げ、おわび申し上げます。」
- 2024年12月12日の談話

「私はきょう、「非常戒厳」宣言に関する立場を明らかにするためこの場に立った。」
「この2年半の間、巨大野党は国民が選んだ大統領を認めず、退陣と弾劾の扇動をやめなかった。数十人の公職者の弾劾を推進した。弾劾の乱発で国政をまひさせてきた。いま韓国は野党の議会独裁と暴挙で国政がまひし、社会秩序が乱れ、行政と司法の正常な遂行が不可能な状況だ。」
「昨年下半期、選挙管理委員会などの機関に対し、北朝鮮によるハッキング攻撃があった。国家情報院の職員がハッキングを試みると、いくらでもデータ操作が可能で、暗証番号も12345のような単純なものだった。私は衝撃を受けた。4月の総選挙を控えて改善を求めたが、改善されたかどうか分からない。国防相に選管のシステムを点検するよう指示した。」
「最近「共に民主党」が自分たちの不正を捜査する検事らを弾劾すると言った時、もはや看過できないと判断し、非常戒厳発動を考えるようになった。」
「私が大統領として発令した非常措置は、国民に亡国の危機状況を知らせ、憲法秩序を守り回復させるためのものだ。小規模な兵力を国会に投入したのも秩序を維持するためで、国会の機能をまひさせるためではない。」
「私は非常戒厳の準備に当たり国防相とだけ議論し、大統領府と閣僚の一部には宣言直前の閣議で知らせた。」
「私は弾劾にも捜査にも堂々と立ち向かうつもりだ。大統領の憲法上の決断であり統治行為がなぜ内乱になるのか。非常戒厳宣言権の行使は司法審査の対象とならない統治行為だ。」
「私は最後の瞬間まで国民と共に闘う。戒厳令で不安に思われた国民の皆さまに改めておわび申し上げる。」
- 2024年12月14日の弾劾訴追案可決を受けての談話

「尊敬する国民の皆さま、本日、国会の弾劾訴追案が可決される様子を見ながら、初めて政治への参加を宣言した2021年6月29日を思い出しました。」
「この国の自由民主主義と法治は崩れていました。自営業者の絶望、若者の挫折が国中を満たしていました。その国民の切望を胸に、政治に飛び込みました。」
「それ以来一瞬たりとも休まず、全力を尽くして働いてきました。大統領になって現場の国民に会ってみると、前政権の所得主導成長政策で小規模事業者と自営業者が悲鳴を上げていて、不動産の過大なローンで若者や庶民がうめき声をあげていました。けれども、落ち着いて苦しい事情を聴いて少しずつ問題を解決していった時、何よりも大きな幸せを感じました。輸出が回復するにつれて経済が活力を取り戻し、少しずつぬくもりが広がっていく姿に力が出ました。崩れた原発の「生態系」を復元させて、原発の輸出まで成し遂げました。」
「未来のために必ず必要なのに、選挙に不利になることを恐れて、前政権などができなかった4大改革を切迫した気持ちで推進してきました。国民のために悩みながら推進してきた政策などが足を引っ張られた時は気が焦って夜も眠れませんでした。韓米日協力を復元しグローバル外交の地平を広げるために昼夜を問わず走りました。大韓民国の「1号営業マン」として世界を駆け巡って成果を上げた時には、言葉では説明できない大きなやりがいを感じました。大韓民国の国際的地位が高まり我々の安保と経済が堅固になる姿に疲れも忘れました。」
「今、つらかったけれど幸せだったし、大変だったけれどもやりがいがあったその旅路を、しばらく止めることになりました。これまでの努力が無駄にならないか、もどかしいです。」
「私は今、しばらく立ち止まりますが、この2年半、国民と共に歩んできた未来への旅路は決して止めてはいけないでしょう。私は決して諦めません。私への叱責、激励と声援すべてを心に抱いて、最後の瞬間まで国のために最善を尽くします。」
「公職者の皆さまにお願い申し上げます。難しく大変な時間ですが、ぶれずにそれぞれの場所を守り、任された役割を全うしてください。（韓悳洙（ハンドクス））大統領代行を中心にみんなで力を合わせて、国民の安全と幸福を守るために最善を尽くしてください。」
「そして政界にお願いします。暴走と対決の政治から、熟議と配慮の政治に変わるよう、政治文化と制度を改善するのに関心と努力を傾けてください。」
「愛する国民の皆さま、私は韓国国民の底力を信じます。私たち皆、大韓民国の自由民主主義と繁栄のために力を合わせましょう。」
「ありがとうございます。」
- 2025年1月15日、内乱罪などの容疑による身柄拘束に際しての「国民に捧げる言葉」

「私を応援し、多くの支持を送ってくださったことに本当に感謝の意を表します。」
「残念なことに、この国には法律がすべて崩壊しました。捜査権のない機関に令状が発給され、また、令状審査権のない裁判所が逮捕令状と押収令状を発給するのを見て、そして、捜査機関が虚偽の公文書を発給して国民を欺く、このような違法、違法、違法が行われ、無効な令状によって手続きを強引に進めるのを見て、本当に嘆かざるをえません。」
「私は、このような不利益を被ったとしても、国民の皆さんが今後、刑事事件を経験する際には、このようなことがないことを願っています。」
「私は今日、彼らが警護保安区域に消防装備を動員して侵入してくるのを見て、不愉快な流血沙汰を防ぐために、とりあえず違法捜査ではありますが、高位公職者犯罪捜査庁への出席に応じることにしました。」
「しかし、私がこの捜査を認めるわけではありません。大韓民国の憲法と法制度を守らなければならない大統領として、このように違法で無効な手続きに応じるのは、これを認めるのではなく、不名誉な流血沙汰を防ぐためという一心からのみです。」
「国民の皆さんがこれまで、とくに私たちの青年たちが自由民主主義の大切さを本当に再認識し、これに対する情熱を示しているのを見て、私は今は法律が崩壊して真っ暗な時代ですが、この国の未来は希望的だという考えを持つようになりました。」
- 2025年1月21日、弾劾審判の3回目の弁論に出席して。

「私はこれまで自由民主主義の信念を持って生きてきた。憲法裁判所も憲法を守る機関としてよく審理を行ってほしい。」
（非常戒厳の宣言の理由として不正選挙の疑惑を指摘していることについて）「選挙の公正性への信頼に疑問があった。『非常戒厳』は陰謀論を提起するためでなく、事実確認のためだったことを理解してほしい。」